# Danh sách thiết giáp hạm của Nhật Bản

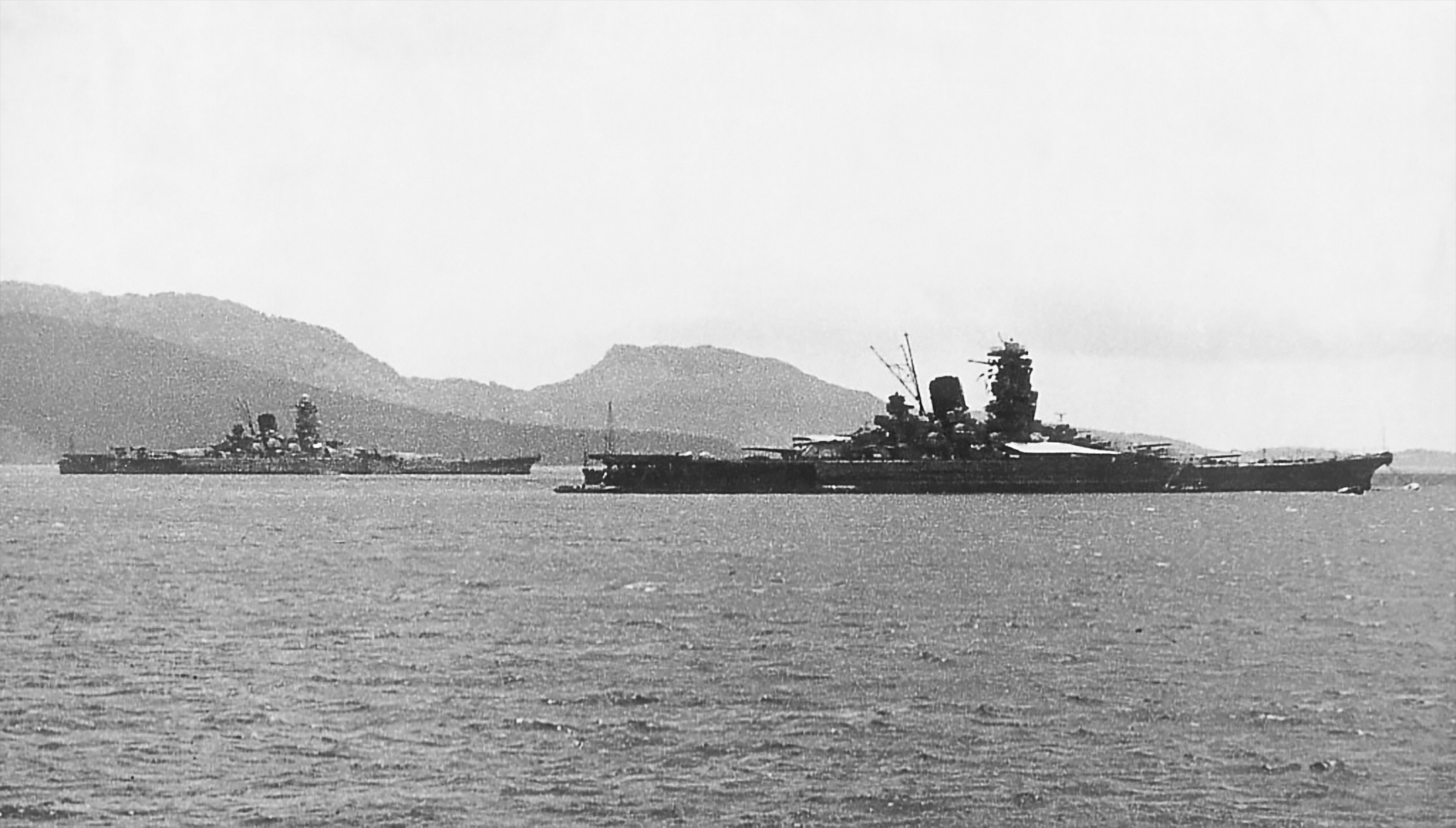
Yamato và Musashi, hai thiết giáp hạm lớn nhất từng được xây dựng.

Vào cuối thế kỷ 19, chiến lược của Hải quân Đế quốc Nhật Bản được dựa trên triết lý hải quân Jeune Ecole cực đoan, được thúc đẩy bởi cố vấn quân sự Pháp và kỹ sư hàng hải Emile Bertin. Triết lý này tập trung vào tàu phóng lôi rẻ tiền và việc tấn công thương mại để bù lại tàu bọc giáp đắt tiền. Việc mua hai tàu bọc thép lớp Định Viễn đóng bởi Đức bởi Hạm đội Bắc Dương của Trung Quốc năm 1885 đe dọa lợi ích của Nhật Bản tại Hàn Quốc. Một chuyến viếng thăm bởi tàu chiến Trung Quốc tới Nhật Bản vào đầu năm 1891 đã buộc chính phủ Nhật Bản phải thừa nhận rằng Hải quân Nhật cần các tàu trang bị vũ trang và giáp tương đương để chống lại các tàu bọc thép của Trung Quốc; Ba tàu bọc thép hạng nhẹ lớp Matsushima đặt hàng từ Pháp sẽ không đủ, mặc dù được trang bị pháo mạnh. Hải quân Nhật quyết định đặt một cặp thiết giáp hạm mới nhất từ Anh Quốc vì Nhật Bản thiếu công nghệ và khả năng đóng các thiết giáp hạm của riêng mình.
Kinh nghiệm chiến đấu trong Chiến tranh Thanh-Nhật năm 1894–95 đã thuyết phục Hải quân Nhật rằng học thuyết Jeune Ecole là không thể áp dụng được. Do đó, Nhật Bản đã ban hành chính sách xây dựng hải quân mười năm vào đầu năm 1896 nhằm hiện đại hóa và mở rộng đội tàu chiến của mình để chuẩn bị cho các cuộc xung đột sau này. Nó bắt đầu với việc xây dựng tổng cộng sáu thiết giáp hạm và sáu tàu tuần dương bọc thép. Những con tàu này được chi chả từ khoản bồi thường 30.000 bảng Anh do Trung Quốc chi trả sau khi thua cuộc Chiến tranh Thanh-Nhật và bốn thiết giáp ham còn lại của chương trình cũng được xây dựng ở Anh.
Căng thẳng gia tăng giữa Nhật Bản và Đế quốc Nga trong việc giành quyền kiểm soát Triều Tiên và Mãn Châu vào đầu những năm 1900 đã khiến Nhật Bản bắt đầu cuộc chiến tranh Nga-Nhật năm 1904–5 với một cuộc tấn công bất ngờ vào căn cứ của Nga tại cảng Arthur. Lục quân Đế quốc Nhật chiếm được cảng và bắt được các tàu còn lại của Hải đội Thái Bình Dương vào cuối năm, nhưng nước Nga đã gửi phần lớn Hạm đội Baltic của họ đến để giải cứu cảng Arthur. Hạm đội đã không đến eo biển Hàn Quốc cho đến tháng 5 năm 1905 và gần như hoàn toàn bị tiêu diệt bởi Hạm đội liên hợp Nhật trong Trận Tsushima mặc dù có lợi thế lớn về số lượng. Trong thời gian chiến tranh, Nhật Bản đã bắt được tổng cộng sáu thiết giáp hạm tiền-Dreadnought của Nga. Tất cả đều được sửa chữa và đưa vào hạm đội Nhật; trong số này, ba chiếc được đã trao trả về Nga sau chiến tranh, vào lúc Thế chiến thứ nhất khi hai nước là đồng minh. Tầm quan trọng của chiến thắng tại Tsushima khiến lãnh đạo Hải quân Nhật tin rằng một sự giao tranh giữa các hạm đội chính là trận chiến quyết định duy nhất trong chiến tranh hiện đại và sẽ được quyết định bởi các thiết giáp hạm trang bị những khẩu súng lớn nhất. Hệ quả của việc này là các tàu Nhật phải vượt trội về mặt chất lượng so với các đối thủ của họ để đảm bảo chiến thắng.
Sau chiến tranh, Đế chế Nhật Bản chuyển sự chú ý của mình sang hai đối thủ còn lại để trở thành đế quốc thống trị ở Thái Bình Dương: Anh và Mỹ. Satō Tetsutarō, một Đô đốc Hải quân Nhật và nhà lý thuyết quân sự, cho rằng cuộc xung đột chắc chắn sẽ xảy ra giữa Nhật Bản và ít nhất một trong hai đối thủ chính của nó. Vì vậy, ông kêu gọi Hải quân Nhật duy trì một hạm đội với ít nhất 70% như lượng kỳ hạm như Hải quân Hoa Kỳ. Tỷ lệ này, theo lý thuyết Satō, sẽ cho phép Hải quân Đế quốc Nhật đánh bại Hải quân Hoa Kỳ trong một trận chiến lớn ở vùng biển Nhật Bản trong bất kỳ xung đột có thể xảy ra. Theo đó, Chính sách Quốc phòng Đế quốc năm 1907 kêu gọi xây dựng một hạm đội gồm tám thiết giáp hạm hiện đại, mỗi tàu 20.000 tấn dài (20,321 tấn SI), và tám tàu tuần dương bọc thép hiện đại, mỗi chiếc 18.000 tấn dài (18,289 tấn SI). Đây là nguồn gốc của Chương trình Hạm đội Tám-Tám, sự phát triển của một hạm đội liên kết chặt chẽ bằng mười sáu kỳ hạm.
Việc hạ thủy của chiếc HMS Dreadnought vào năm 1906 bởi Hải quân Hoàng gia đã tăng khó khăn và cơ hội cho Hải quân Nhật và làm phực tạp hóa các kế hoạch của Nhật Bản khi tất cả các thiết giáp hạm của Nhật lúc bấy giờ trở nên lỗi thời. Sự hạ thủy của thiết giáp tuần dương-tuần dương HMS Invincible một năm sau là một trở ngại hơn nữa cho mục tiêu đạt thế cân bằng của Nhật Bản. Khi hai thiết giáp hạm lớp Satsuma mới và hai tàu tuần dương bọc thép Tsukuba được hạ thủy vào năm 1911 thì đã bị các tàu đối thủ Anh vượt qua về chất lượng, buộc Chương trình Hạm đội Tám-Tám phải bắt đầu lại từ đầu.
Các thiết giáp hạm đầu tiên được chế tạo cho Chương trình Hạm đội Tám-Tám mới là hai chiếc Dreadought lớp Kawachi, được đặt hàng vào năm 1907 và được thi công vào năm 1908. Năm 1910, Hải quân đưa ra yêu cầu lên Quốc hội để bảo đảm tài trợ cho toàn bộ chương trình cùng một lúc. Do những hạn chế về kinh tế, đề xuất đã được Bộ Hải quân bị cắt lần thứ nhất thành bảy thiết giáp hạm và ba thiết giáp-tuần dương, sau đó là nội các cắt xuống con bốn tàu tuần dương bọc thép và một thiết giáp hạm duy nhất. Quốc hội đã sửa đổi lại bằng cách cho phép xây dựng bốn thiết giáp-tuần dương (lớp Kongō) và một thiết giáp hạm, sau này đặt tên là Fusō, trong đó đã trở thành Dự luật mở rộng khẩn cấp của Hải quân. Quốc Hội thông qua việc đóng thêm ba thiết giáp hạm nữa. Nó sẽ là chiếc Fusō thứ hai và hai chiếc lớp Ise
| Vũ khí               | Số lượng và loại vũ khí chính viết theo công thức số tháp x số súng mỗi tháp |
| Giáp                 | Độ dày của đai giáp                                                          |
| Trọng tải choán nước | Độ choán nước ở tải bình thường                                              |
| Động cơ đẩy          | Số lượng trục, loại hệ thống đẩy và vận tốc tối đa                           |
| Thời gian hoạt động  | Ngày con tàu hoàn thành và số phận cuối cùng                                 |
| Đặt lườn             | Ngày sống thuyền bắt đầu được lắp ráp                                        |
| Hoạt động / bắt      | Ngày tàu được vận hành hoặc bị bắt                                           |

## Thiết giáp tiền Dreadnoughts

### Lớp Fuji

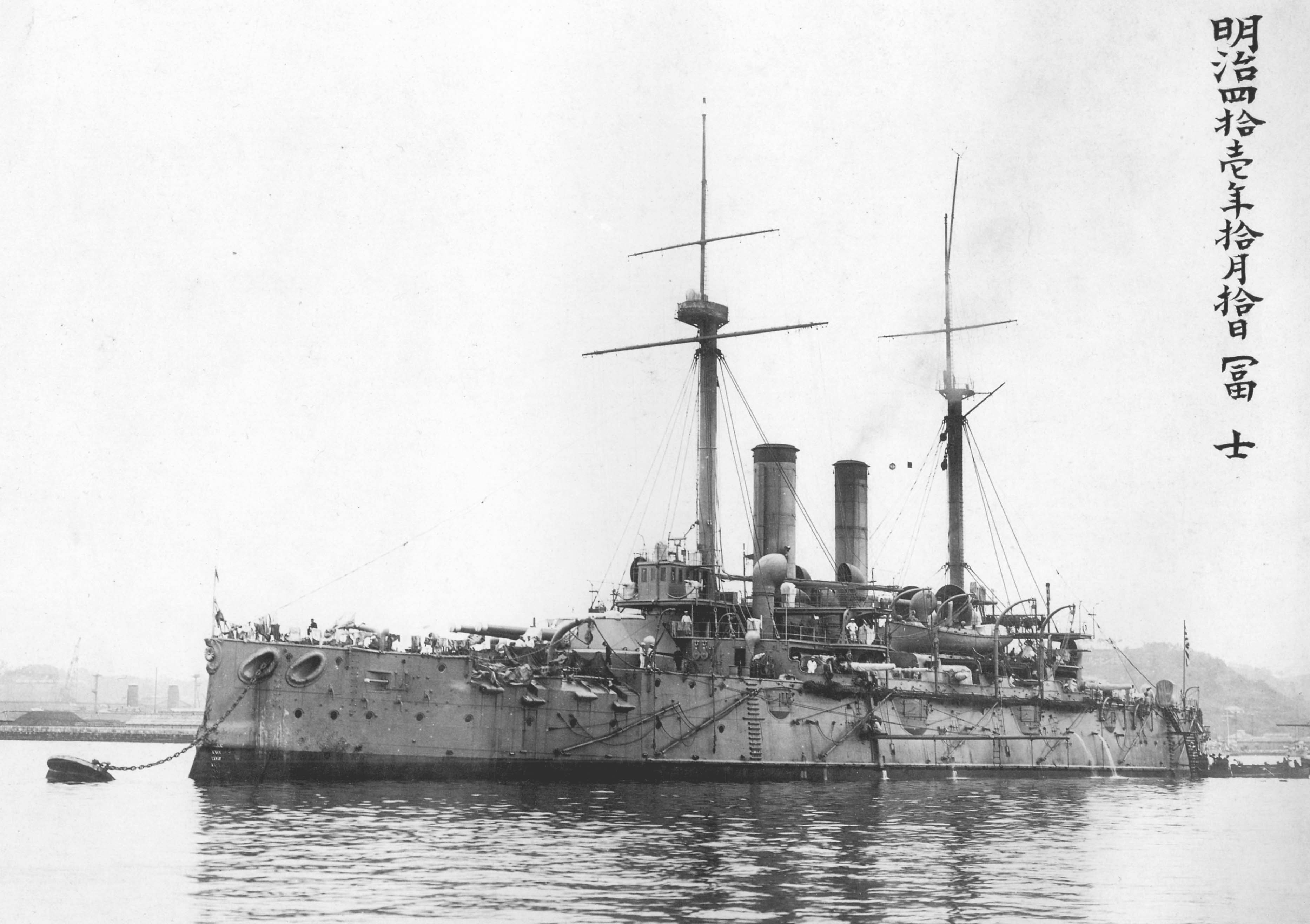
Fuji tại cảng, c. 1908

Hai tàu Fuji và Yashima thuộc lớp thiết giáp hạm Fuji (富士型戦艦 (Phú Sĩ hình chiến hạm) Fuji-gata senkan), là thiết giáp hạm đầu tiên của Hải quân Đế quốc Nhật Bản. Chúng được đặt hàng để đáp trả hai tàu chiến bọc sắt mới của Trung Quốc do Đức chế tạo. Hai tàu lớp Fuji được thiết kế như một phiên bản nhỏ hơn của lớp Royal Sovereign của Anh với trọng tải choán nước nhỏ hơn ở mức 12.230–12.533 tấn Anh (12.426–12.734 t) và dài 412 foot (126 m). Chúng được bảo vệ bởi 14–18 in (356–457 mm) giáp đai Harvey và được trang bị bốn pháo chính 12 inch (305 mm)/40 li, mười sáu khẩu 6 inch (152 mm), hai mươi bốn khẩu Hotchkiss 3 pounder, và năm ống phóng ngư lôi. Hai động cơ Humphrys Tennant hơi nước giãn nở ba khoang đặt dọc với mỗi động cơ quay một trục chân vịt, cho phép lớp thiết giáp hạm này của Nhật Bản đạt vận tốc tối đa 18,25 kn (33,80 km/h; 21,00 mph).
Cả hai chiếc Fuji được bắt đầu đóng vào nửa sau năm 1894, nhưng Yashima đã hoàn thành và đưa đến Nhật Bản một năm trước chiếc Fuji  lúc đó đang tham dự cuộc duyệt binh hạm đội Kỉ niệm 60 năm trị vì của Victoria của Anh vào ngày 26 tháng 6 năm 1897. Là một phần của Đệ nhất Hạm đội cả hai chiếc trong lớp đã tham gia chiến đấu tại cảng Arthur vào ngày 9-10 tháng 3 năm 1904 mà trong đó Fuji bị thiệt hại nhẹ và Yashima không bị hư hại. Tiếp đến là giao tranh vào ngày 13 tháng 4 dẫn đến việc đánh chìm thiết giáp hạm Petropavlovsk của Nga. Vào ngày 15 tháng 5 năm 1904, Yashima đâm phải hai quả mìn và chìm tại chỗ, để lại Fuji là tàu lớp Fuji duy nhất còn lại. Vào tháng 8, nó tiếp tục tham gia trận Hoàng Hải mà không bị thiệt hại và sau đó là trận Tsushima vào tháng 5 năm 1905, nơi nó được ghi nhận đã bắn phát súng gây ra vụ nổ kho đạn phá hủy chiếc Borodino và một lần nữa chỉ bị hư hại nhẹ. Vào ngày 23 tháng 10 năm 1908, Fuji đã tiếp đón đại sứ Mỹ tại Nhật Bản và một số sĩ quan cao cấp của Đại Bạch Hạm Đội (Great White Fleet), rồi được chuyển xuống thành một tàu phòng thủ ven biển, sau đó bị giải giáp hoàn toàn, cho đến khi bị máy bay Mỹ đánh chìm vào ngày 18 tháng 7 năm 1945 và bị tháo dỡ 1948.
| Tàu                    | Vũ khí               | Giáp           | Trọng tải choán nước      | Động cơ đẩy                                                  | Phục vụ             | Phục vụ             | Phục vụ                                    |
| Tàu                    | Vũ khí               | Giáp           | Trọng tải choán nước      | Động cơ đẩy                                                  | Đặt lườn            | Đưa vào biên chế    | Số phận                                    |
| ---------------------- | -------------------- | -------------- | ------------------------- | ------------------------------------------------------------ | ------------------- | ------------------- | ------------------------------------------ |
| Fuji (富士 Phú Sĩ)     | 2 x 2 12 in (305 mm) | 16 in (460 mm) | 12.533 tấn Anh (12.734 t) | 2 trục, 2 động cơ hơi nước, 18,25 kn (33,80 km/h; 21,00 mph) | 1 tháng 8 năm 1894  | 17 tháng 8 năm 1897 | Tháo dỡ, năm 1948                          |
| Yashima (八島 Bát Đảo) | 2 x 2 12 in (305 mm) | 16 in (460 mm) | 12.533 tấn Anh (12.734 t) | 2 trục, 2 động cơ hơi nước, 18,25 kn (33,80 km/h; 21,00 mph) | 6 tháng 12 năm 1894 | 9 tháng 9 năm 1897  | Chìm sau khi dính mìn, 15 tháng 5 năm 1904 |

### Lớp Shikishima

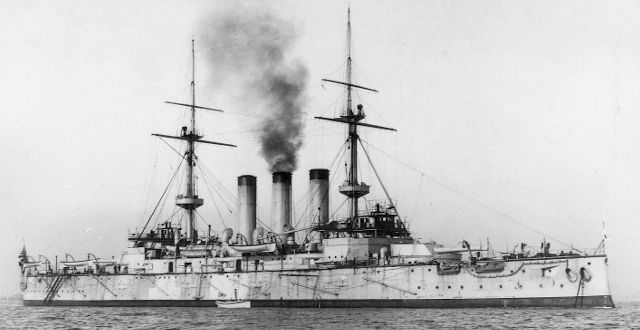
Shikishima năm 1905

Hai tàu Shikishima và Hatsuse thuộc lớp thiết giáp hạm Shikishima (敷島型戦艦 (Phu Đảo hình chiến hạm) Shikishima-gata senkan) được thiết kế như một phiên bản mạnh mẽ hơn của Thiết giáp hạm lớp Majestic của Hải quân Hoàng gia Anh và được đóng ở Anh. Giống như lớp Majestic và Fuji, lớp Shikishima được trang bị bốn súng chính 12 inch (305 mm)/40 li, mười bốn khẩu súng 6 inch (152 mm), hai mươi khẩu súng 12-pounder, bốn khẩu Hotchkiss 3 pounder, và bốn ống phóng ngư lôi. Lớp Shikishima cũng sử dụng hai động cơ Humphrys Tennant hơi nước giãn nở ba khoang đặt dọc với hai trục chân vịt để đạt được vận tốc tối đa 18 kn (33 km/h; 21 mph). Các chiếc Shikishima được bảo vệ bởi lớp giáp đai Harvey dày 4–9 inch (102–229 mm), tương đương một nửa của lớp Fuji.Thiết kế dài 126m và có trọng tải choán nước 14.850–15.000 tấn Anh (15.090–15.240 t).
Shikishima hoàn thành vào ngày 26 tháng 6 năm 1900 và ngay lập tức rời Anh về Nhật Bản, nhưng Hatsuse ở lại Anh sau khi hoàn thành vào ngày 18 tháng 1 năm 1901 để đại diện cho Thiên Hoàng Minh Trị tại tang lễ của Victoria của Anh. Được chỉ định vào Đệ nhất Hạm đội trước Chiến tranh Nga-Nhật,cả hai tàu đã có mặt trong Trận chiến cảng Arthur và đã bị dính tổng cộng ba phát đạn. Cả hai chiếc cũng có mặt để chứng kiến sự phá hủy của Kỳ hạm Petropavlovsk dưới sự chỉ huy của đô đốc Nga Makarov, nhưng Hatsuse đã đâm phải một trong những quả mìn mà người Nga đặt sau cái chết của Makarov và bị chìm sau khi bị nổ kho đạn. Shikishima tiếp tục là tàu duy nhất còn lại trong lớp, tàu đã chiến đấu trong Trận Hoàng Hải chỉ bị hư nhẹ khi một viên đạn 12 inch không khai hỏa đúng cách. Shikishima sau đó tham gia Trận Tsushima vào ngày 27 tháng 28 năm 1905, nó bị dính đạn chín lần, phải chịu một phát khai hỏa không đúng cách lần nữa nhưng nó đã đánh chìm thiết giáp hạm Oslyabya của Nga khi phối hợp với tàu Mikasa. Shikishima đã trải qua thời gian Chiến tranh thế giới thứ nhất tại Vùng hải quân Sasebo  và được phân loại lại hai lần sau khi Hiệp ước Hải quân Washington được ký vào năm 1922. nó được sử dụng như một tàu huấn luyện tại Sasebo cho đến năm 1948, khi nó bị tháo dỡ.
| Tàu                        | Vũ khí               | Giáp          | Trọng tải choán nước      | Động cơ đẩy                                         | Phục vụ             | Phục vụ             | Phục vụ                                               |
| Tàu                        | Vũ khí               | Giáp          | Trọng tải choán nước      | Động cơ đẩy                                         | Đặt lườn            | Đưa vào biên chế    | Số phận                                               |
| -------------------------- | -------------------- | ------------- | ------------------------- | --------------------------------------------------- | ------------------- | ------------------- | ----------------------------------------------------- |
| Shikishima (敷島, Phu Đảo) | 2 x 2 12 in (305 mm) | 9 in (230 mm) | 14.850 tấn Anh (15.090 t) | 2 trục, 2 động cơ hơi nước, 18 kn (33 km/h; 21 mph) | 29 tháng 3 năm 1897 | 26 tháng 1 năm 1900 | Bị tháo dỡ, tháng 1 năm 1948                          |
| Hatsuse (初瀬, Sơ Lai)     | 2 x 2 12 in (305 mm) | 9 in (230 mm) | 14.850 tấn Anh (15.090 t) | 2 trục, 2 động cơ hơi nước, 18 kn (33 km/h; 21 mph) | 10 tháng 1 năm 1898 | 18 tháng 1 năm 1901 | Chìm sau khi va phải hai trái mìn 15 tháng 5 năm 1904 |

### Asahi
Thiết giáp hạm Asahi (朝日型戦艦 (Triêu Nhật hình chiến hạm) Asahi-gata senkan) được đóng vào những năm 1890 là phiên bản sửa đổi của thiết giáp hạm lớp Formidable của Anh, với trọng tải choán nước 15.200 tấn Anh (15.400 t). Cũng như các thiết giáp hạm trước của Nhật Bản, Asahi dài 425 foot 3 inch (130 m) cũng sử dụng hai động cơ Humphrys Tennant hơi nước giãn nở ba khoang đặt dọc với hai trục chân vịt cho tốc độ tối đa 18 kn (33 km/h; 21 mph). Giống các thiết giáp hạm trước của Nhật, nó được trang bị bốn khẩu pháo chính 12 inch (305 mm)/40 li, mười bốn khẩu súng 6 inch (152 mm), hai mươi khẩu súng 12-pounder, tổng cộng mười hai khẩu Hotchkiss 3 pounder, và bốn ống phóng ngư lôi.  Asahi cũng sử dụng giáp đai Harvey dày 4–9 inch (102–229 mm) y chang lớp Shikishima.

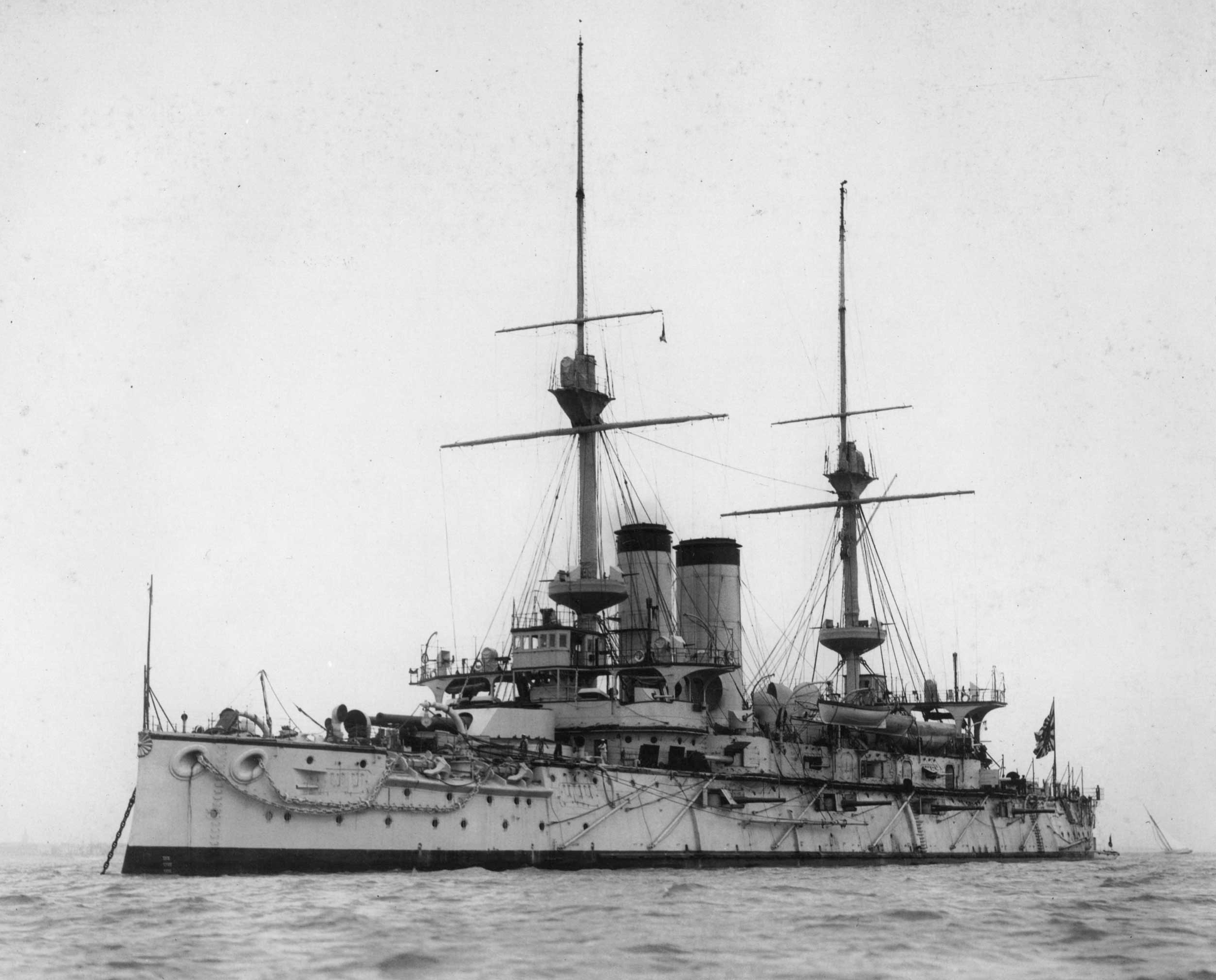
Asahi - Tháng 6, 1900

Sau khi hoàn thành, Asahi đến Yokosuka vào ngày 23 tháng 10 năm 1900 và năm sau, nó trở thành kỳ hạm của Hạm đội Thường trực của Hải quân Đế quốc Nhật Bản và sau đó được đưa vào Đệ nhất Hạm đội khi Hạm đội liên hợp được tái thành lập vào ngày 23 tháng 12 năm 1903. Khi bắt đầu Chiến tranh Nga-Nhật, Asahi đã tham gia Trận chiến cảng Arthur và giúp tiêu diệt thiết giáp hạm Petropavlovsk của Nga mà không bị hư hại trong cả chiến dịch. Trong trận Hoàng Hải, Asahi bị hư hại vừa nhưng làm gây thương tích cho chiếc Poltava và Tsesarevich. Sau đó hai tháng, Asahi đâm phải mìn gần cảng Arthur, nhưng đã được sửa chữa kịp thời cho Trận Tsushima. Ở đó, nó đã giúp vô hiệu hóa chiếc Knyaz Suvorov và đấu tay đôi với cả Borodino và Oryol mà không thiệt hại gì.
Nó đóng vai trò là một tàu huấn luyện bắn pháo trong hầu hết Thế chiến thứ nhất cho đến khi được tái trang bị vào năm 1917 để hộ tống các đoàn tàu vận tải trong sự can thiệp của Nhật Bản vào cuộc Nội chiến Nga. Asahi sau đó một lần nữa được trang bị lại thành một con tàu không chiến đấu trong những năm 1920 và sau đó chuyển thể thành tàu sửa chữa vào ngày 16 tháng 8 năm 1937, kiêm vận tải cho lục quân Đế quốc Nhật đến Vịnh Hàng Châu. Vào đêm 25-26 tháng 5 năm 1942, Asahi bị tàu ngầm Mỹ USS Salmon phóng ngư lôi và đánh chìm ngoài khơi Đông Dương.
| Tàu                      | Vũ khí               | Giáp          | Trọng tải choán nước      | Động cơ đẩy                                         | Phục vụ            | Phục vụ             | Phục vụ                                          |
| Tàu                      | Vũ khí               | Giáp          | Trọng tải choán nước      | Động cơ đẩy                                         | Đặt lườn           | Đưa vào biên chế    | Số phận                                          |
| ------------------------ | -------------------- | ------------- | ------------------------- | --------------------------------------------------- | ------------------ | ------------------- | ------------------------------------------------ |
| Asahi (朝日, Triêu Nhật) | 2 x 2 12 in (305 mm) | 9 in (229 mm) | 15.200 tấn Anh (15.400 t) | 2 trục, 2 động cơ hơi nước, 18 kn (33 km/h; 21 mph) | 1 tháng 8 năm 1897 | 31 tháng 7 năm 1900 | Đánh chìm bởi USS Salmon, 25-26 tháng 5 năm 1942 |

### Mikasa

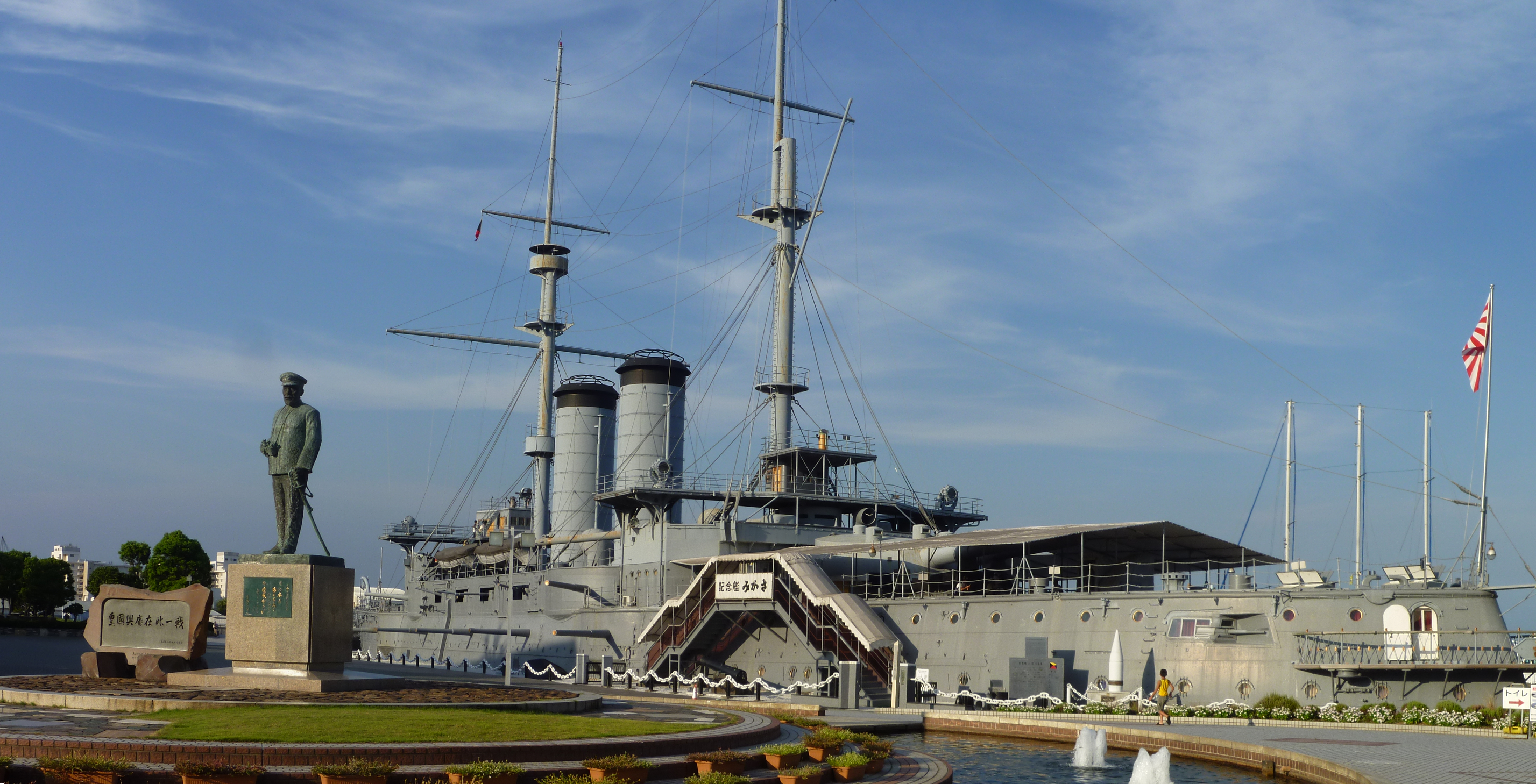
Tàu bảo tàng Mikasa, 2010

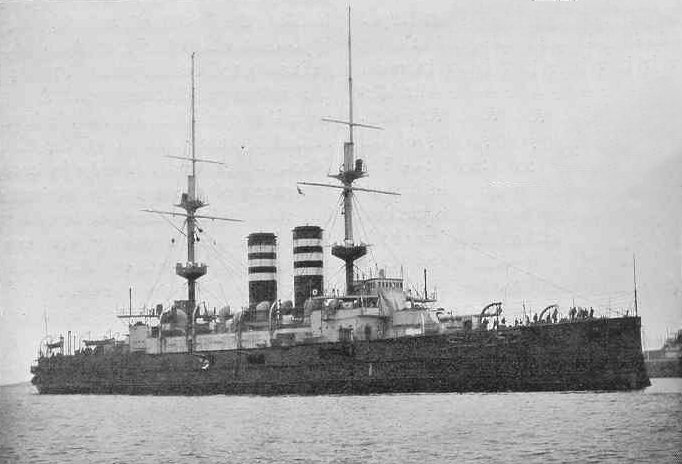
Mikasa, năm 1905

Thiết kế của thiết giáp hạm Mikasa (三笠型戦艦 (Tam Lạp hình chiến hạm) Mikasa-gata senkan) cũng là phiên bản sửa đổi của thiết giáp hạm lớp Formidable của Anh.  nó có chiều dài 132 mét (432 feet), và trang bị cùng loại pháo chính 12 inch (305 mm)/40 li được sử dụng trên lớp Formidable và tất cả các thiết giáp hạm Nhật trước đó. Khác với các thiết giáp hạm trước, Mikasa sử dụng giáp Krupp cường lực với độ dày 4–9 inch (102–229 mm) ở thành tàu. Mikasa vẫn sử dụng thiết kế hai động cơ với hai trục nhưng lại được trang bị nồi hơi mới cho phép nó đạt được tốc độ 18,45 kn (34,17 km/h; 21,23 mph). Giống Asahi, Mikasa mang hơn lớp Formidable hai khẩu pháo phụ 6 inch (152 mm) với tổng cộng là 14 khẩu. Tổng lại, chiếc Mikasa có trọng tải choán nước 15.140 tấn Anh (15.380 t).
Mikasa được hoàn thành vào ngày 1 tháng 3 năm 1902. Khi cuộc Chiến tranh Nga-Nhật nổ ra, nó nằm trong Chiến đội thiết giáp thứ nhất thuộc Đệ nhất Hạm đội với vai trò là kỳ hạm của toàn thể Hạm đội Liên hợp dưới sự chỉ huy của Đô đốc Tōgō Heihachirō. Mikasa giúp đánh chìm chiếc Petropavlovsk sau trận cảng Arthur và gây thương tích cho chiếc Poltava và Tsesarevich trong trận Hoàng Hải. Trong trận Tsushima, với vai trò kỳ hạm, Mikasa đã dẫn đầu đoàn tàu chiến bên Nhật và cũng là tàu hứng chịu phần lớn đòn tấn công của hạm đội Nga với khoảng 10 đòn từ pháo 12-inch và 22 đòn từ pháo 6-inch nhưng không bị thương tích nặng. Sáu ngày sau hiệp ước hòa bình được ký kết, Mikasa bị chìm tại cảng sau khi kho đạn tự phát nổ làm tử vong 251 thuyền viên. Nó được mang về Sasebo để sửa chữa và nâng cấp.
Khi Hiệp ước Hải quân Washington đang được đàm phán, phái đoàn Nhật đã cố bảo toàn nó bằng việc biến nó thành một tàu bảo tàng và đóng xi măng nó ở Yokosuka nhằm không bị bắt phá hủy theo điều khoản hiệp định. Khi nước Nhật bị chiếm đóng bởi quân Đồng Minh sau Thế chiến thứ II, bảo tàng bị bỏ hoang và trở nên hoang tàn cho đến năm 1955 khi doanh nhân người Mỹ John Rubin viết báo cáo tình trạng chiếc Mikasa đăng lên báo Japan Time. Nó đã khởi đầu cho chiến dịch phục hồi với sự ủng hộ của công chúng Nhật và Đô đốc Mỹ Chester W. Nimitz, một người hâm mộ của đô đốc Togo, và công cuộc phục hồi hoàn thành vào năm 1961.
| Tàu                    | Vũ khí               | Giáp          | Trọng tải choán nước      | Động cơ đẩy                                                  | Phục vụ             | Phục vụ            | Phục vụ                           |
| Tàu                    | Vũ khí               | Giáp          | Trọng tải choán nước      | Động cơ đẩy                                                  | Đặt lườn            | Đưa vào biên chế   | Số phận                           |
| ---------------------- | -------------------- | ------------- | ------------------------- | ------------------------------------------------------------ | ------------------- | ------------------ | --------------------------------- |
| Mikasa (三笠, Tam Lạp) | 2 x 2 12 in (305 mm) | 9 in (229 mm) | 15.140 tấn Anh (15.380 t) | 2 trục, 2 động cơ hơi nước, 18,45 kn (34,17 km/h; 21,23 mph) | 24 tháng 1 năm 1899 | 1 tháng 3 năm 1902 | Được bảo quản ở dạng tàu bảo tàng |

### Tango

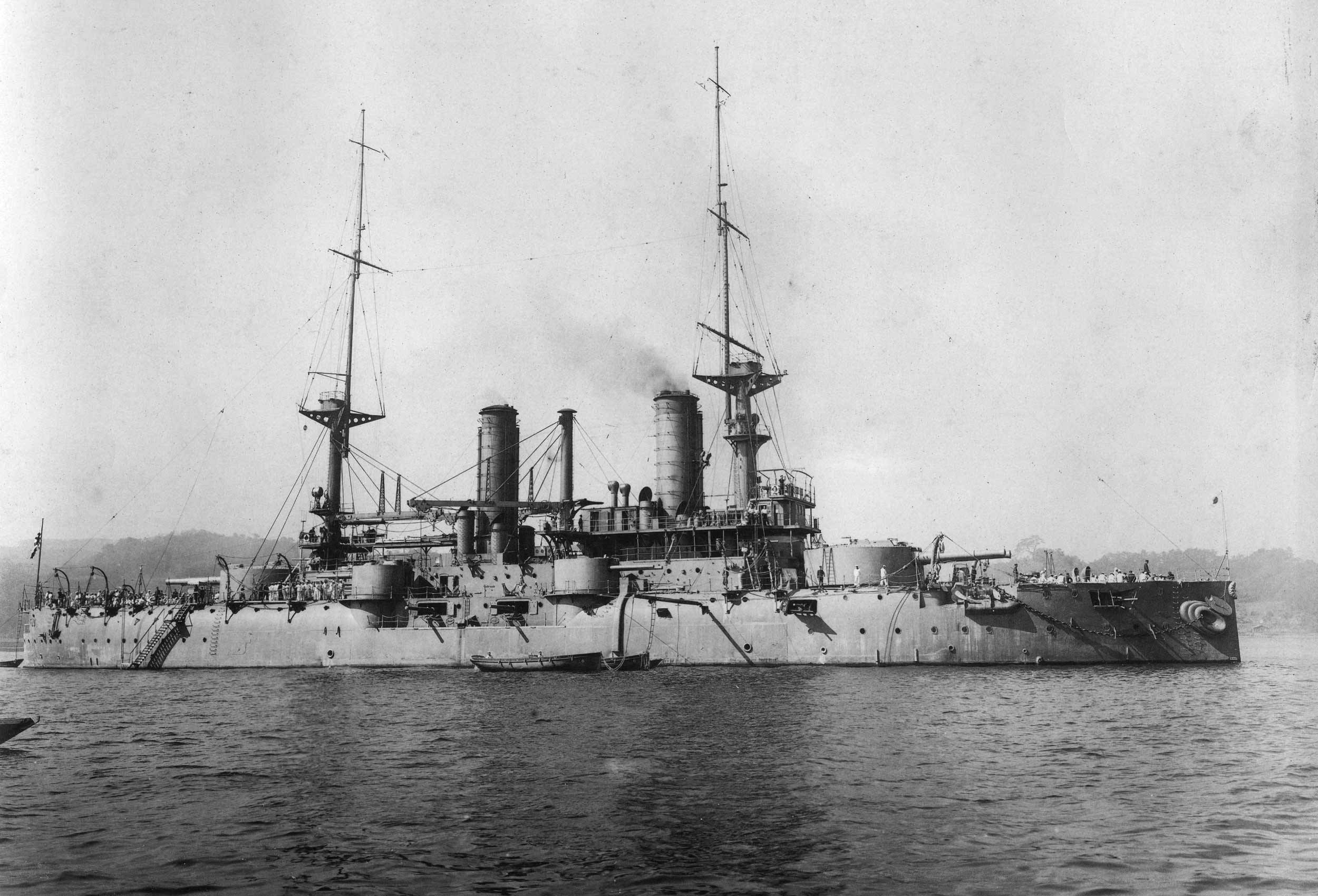
Tango tại cảng, năm 1908-09

Tango ban đầu là thiết giáp hạm Poltava (tiếng Nga: Полтава) của Nga, là chiếc thứ hai trong số ba chiếc thiết giáp hạm tiền-Dreadnought lớp Petropavlovsk. Con tàu được điều vào Hải đội Thái Bình Dương ngay sau khi hoàn thành và đóng quân tại cảng Arthur từ năm 1901.
Trong cuộc Chiến tranh Nga-Nhật, nó đã tham gia Trận chiến cảng Arthur và bị hư hại nặng nề trong Trận Hoàng Hải.  Bị pháo binh Nhật Bản đánh chìm trong Cuộc vây hãm cảng Arthur sau đó vào tháng 12 năm 1904, nó đã bị Hải quân Nhật vớt lên sau chiến tranh và sau đó đổi tên thành Tango.
Trong Thế chiến thứ nhất, Nó tham gia pháo kích công sự của Đế quốc Đức trong trận Thanh Đảo. Năm 1916, Chính phủ Nhật bán lại chiếc Tango cho Nga. Nó được đổi tên lại thành Chesma (Чесма) vì tên cũ của nó đã được đặt cho tàu khác. Thủy thủ đoàn của chiếc Chesma tuyên bố đi theo lực lượng Bolshevik vào tháng 10 năm 1917 nhưng con tàu thì không tham chiến cuộc nội chiến Nga do điều kiện xuống cấp. Con tàu cuối cùng bị tháo dỡ năm 1924.
| Tàu                   | Vũ khí               | Giáp                               | Trọng tải choán nước      | Động cơ đẩy                                         | Phục vụ             | Phục vụ            | Phục vụ                                       |
| Tàu                   | Vũ khí               | Giáp                               | Trọng tải choán nước      | Động cơ đẩy                                         | Đặt lườn            | Đưa vào biên chế   | Số phận                                       |
| --------------------- | -------------------- | ---------------------------------- | ------------------------- | --------------------------------------------------- | ------------------- | ------------------ | --------------------------------------------- |
| Tango (丹後, Đơn Hậu) | 2 x 2 12 in (300 mm) | 12–14,5 in (300–370 mm) Giáp Krupp | 11.500 tấn Anh (11.700 t) | 2 trục, 2 động cơ hơi nước, 16 kn (30 km/h; 18 mph) | 19 tháng 5 năm 1892 | 2 tháng 1 năm 1905 | Trao trả cho Nga, năm 1916, Tháo dỡ, năm 1924 |

### Sagami và Suwo

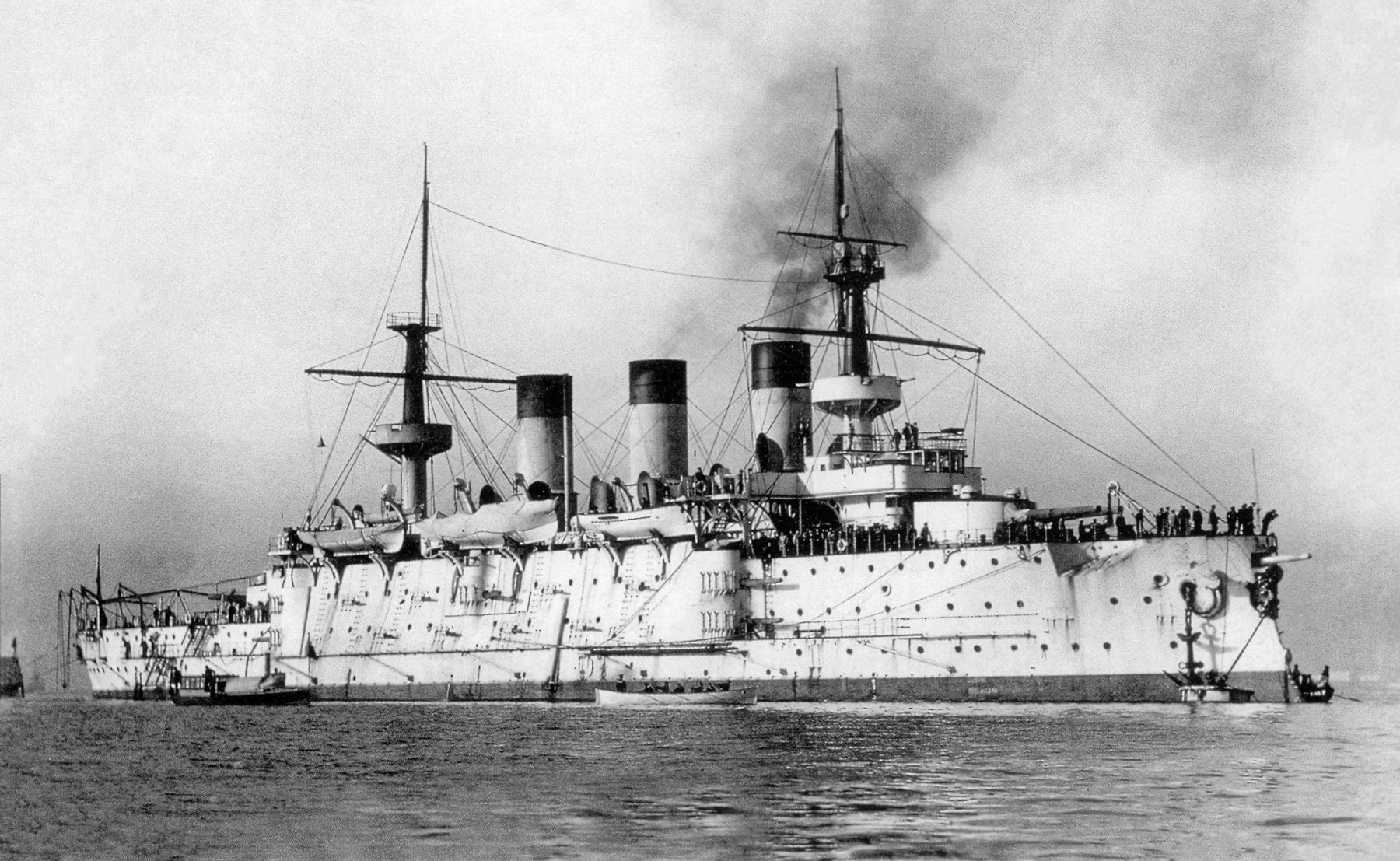
Sagami, khi còn trong hải quân Nga dưới tên Peresvet, 1901

Sagami và Suwo ban đầu là hai thiết giáp hạm Peresvet (Пересвет) và Pobeda (Победа) thuộc lớp Peresvet của Hải quân Nga. Lớp Peresvet được thiết kế để đối phó thiết giáp hạm hạng hai lớp Centurion của Anh. Thiết kế lớp Peresvet được giao vai trò bảo vệ tàu các tuần dương bọc thép tấn công thương mại của Nga như chiếc Rossia và Rurik khỏi các tàu hạng nặng như lớp Centurion nói trên.
Cả hai tàu đều bị đánh chìm trong Cuộc vây hãm cảng Lữ Thuận nhưng được Hải quân Nhật trục vớt sau khi họ chiếm được cảng. Do vũ khí hạng nhẹ hơn của chúng so với các thiết giáp hạm bắt được còn lại, chúng được chỉ định thành tàu phòng thủ ven bờ.
Trong Thế chiến thứ Nhất, chiếc Sagami được bán lại cho Nga và nó được đặt lại tên cũ là Peresvet. Vào ngày 4 tháng 1 năm 1917, Con tàu đang trên đường về châu Âu thì bị dính mìn Đức tại Ai Cập và chìm tại chỗ. Chiếc Suwo thì đóng vai trò là kỳ hạm của hạm đội tấn Thanh Đảo thuộc Hạm đội 2 rồi sau đó được chuyển giao nhiệm vụ thành tàu huấn luyện bắn pháo vào năm 1916. Suwo bị giải giáp theo điều khoản hiệc ước Washington rồi cuối cùng bị tháo dỡ vào năm 1923.
| Tàu                     | Vũ khí               | Giáp          | Trọng tải choán nước      | Động cơ đẩy                                         | Phục vụ              | Phục vụ            | Phục vụ                                                      |
| Tàu                     | Vũ khí               | Giáp          | Trọng tải choán nước      | Động cơ đẩy                                         | Đặt lườn             | Đưa vào biên chế   | Số phận                                                      |
| ----------------------- | -------------------- | ------------- | ------------------------- | --------------------------------------------------- | -------------------- | ------------------ | ------------------------------------------------------------ |
| Sagami (相模, Tương Mô) | 2 × 2 10 in (254 mm) | 9 in (229 mm) | 13.810 tấn Anh (14.030 t) | 2 trục, 2 động cơ hơi nước, 18 kn (33 km/h; 21 mph) | 21 tháng 11 năm 1895 | 2 tháng 1 năm 1905 | Đâm phải mìn ngoài khơi Port Said, Ai Cập 4 tháng 1 năm 1917 |
| Suwo (周防, Châu Phòng) | 2 × 2 10 in (254 mm) | 9 in (229 mm) | 13.320 tấn Anh (13.530 t) | 2 trục, 2 động cơ hơi nước, 18 kn (33 km/h; 21 mph) | 21 tháng 2 năm 1899  | 2 tháng 1 năm 1905 | Có khả năng bị tháo dỡ khoảng giữa năm 1922–23               |

### Hizen

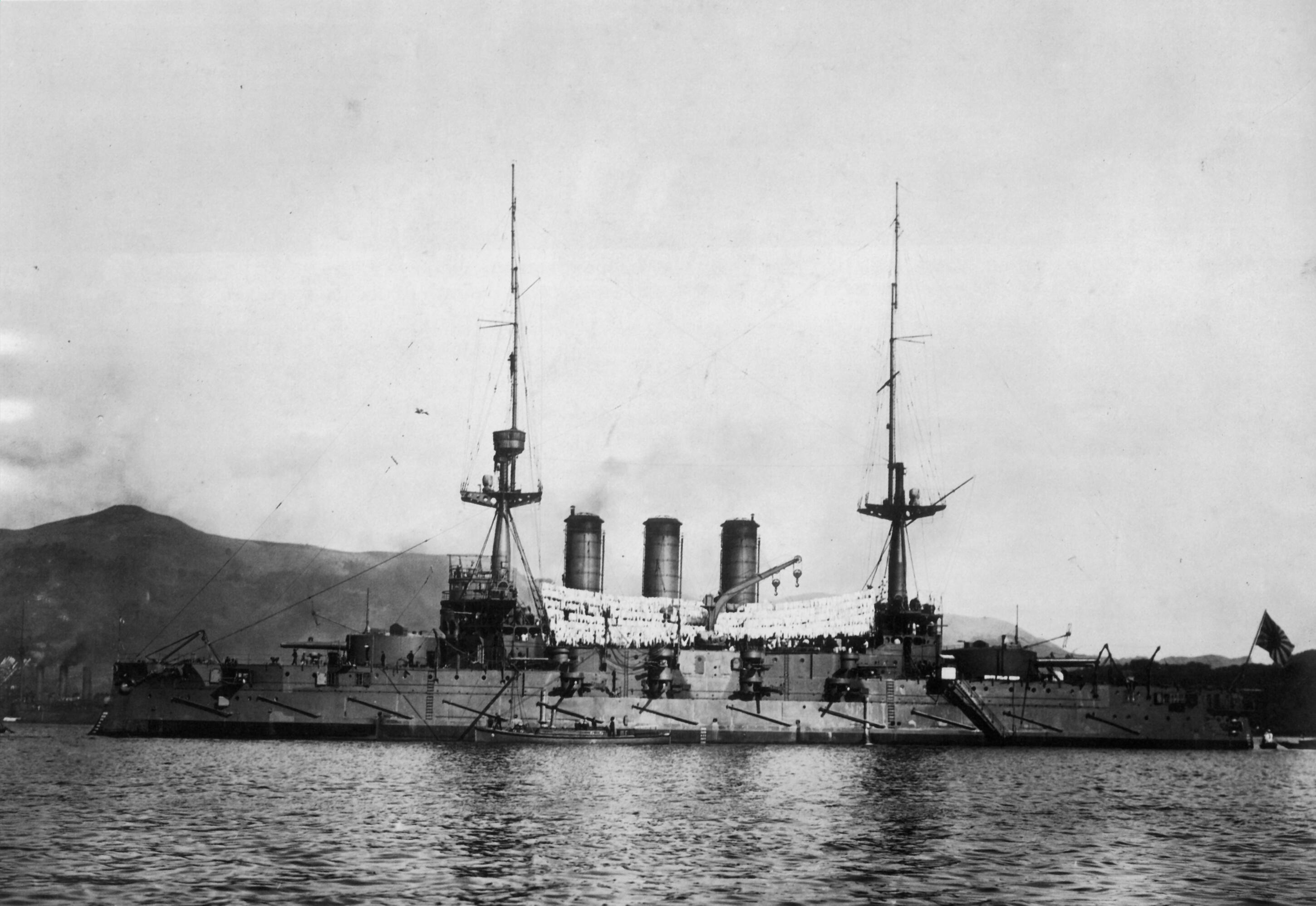
Hizen tại cảng

| Tàu                    | Vũ khí               | Giáp          | Trọng tải choán nước      | Động cơ đẩy                                         | Phục vụ             | Phục vụ            | Phục vụ                                    |
| Tàu                    | Vũ khí               | Giáp          | Trọng tải choán nước      | Động cơ đẩy                                         | Đặt lườn            | Đưa vào biên chế   | Số phận                                    |
| ---------------------- | -------------------- | ------------- | ------------------------- | --------------------------------------------------- | ------------------- | ------------------ | ------------------------------------------ |
| Hizen (肥前, Phì Tiền) | 2 × 2 12 in (305 mm) | 9 in (229 mm) | 12.780 tấn Anh (12.985 t) | 2 trục, 2 động cơ hơi nước, 18 kn (33 km/h; 21 mph) | 29 tháng 7 năm 1899 | 2 tháng 1 năm 1905 | Dùng làm tàu mục tiêu, 25 tháng 7 năm 1924 |

### Iwami

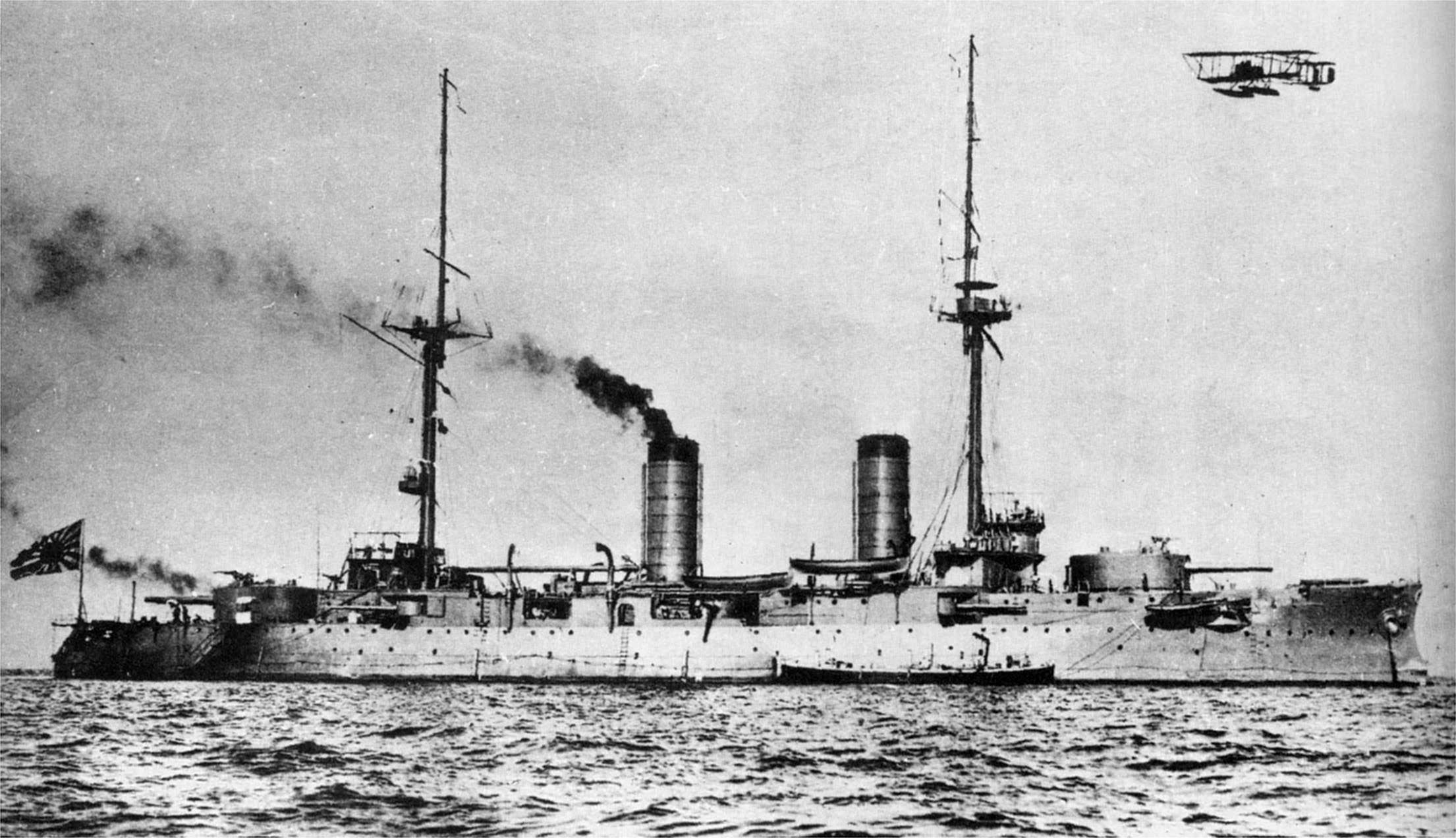
Iwami tại cảng với một thủy phi cơ trên không

| Tàu                      | Vũ khí               | Giáp             | Trọng tải choán nước      | Động cơ đẩy                                         | Phục vụ            | Phục vụ             | Phục vụ                                     |
| Tàu                      | Vũ khí               | Giáp             | Trọng tải choán nước      | Động cơ đẩy                                         | Đặt lườn           | Đưa vào biên chế    | Số phận                                     |
| ------------------------ | -------------------- | ---------------- | ------------------------- | --------------------------------------------------- | ------------------ | ------------------- | ------------------------------------------- |
| Iwami (石見, Thạch Hiện) | 2 × 2 12 in (305 mm) | 7,64 in (194 mm) | 14.151 tấn Anh (14.378 t) | 2 trục, 2 động cơ hơi nước, 18 kn (33 km/h; 21 mph) | 1 tháng 6 năm 1900 | 28 tháng 5 năm 1905 | Dùng làm tàu mục tiêu, 10 tháng 7 năm 1924, |

### Lớp Katori

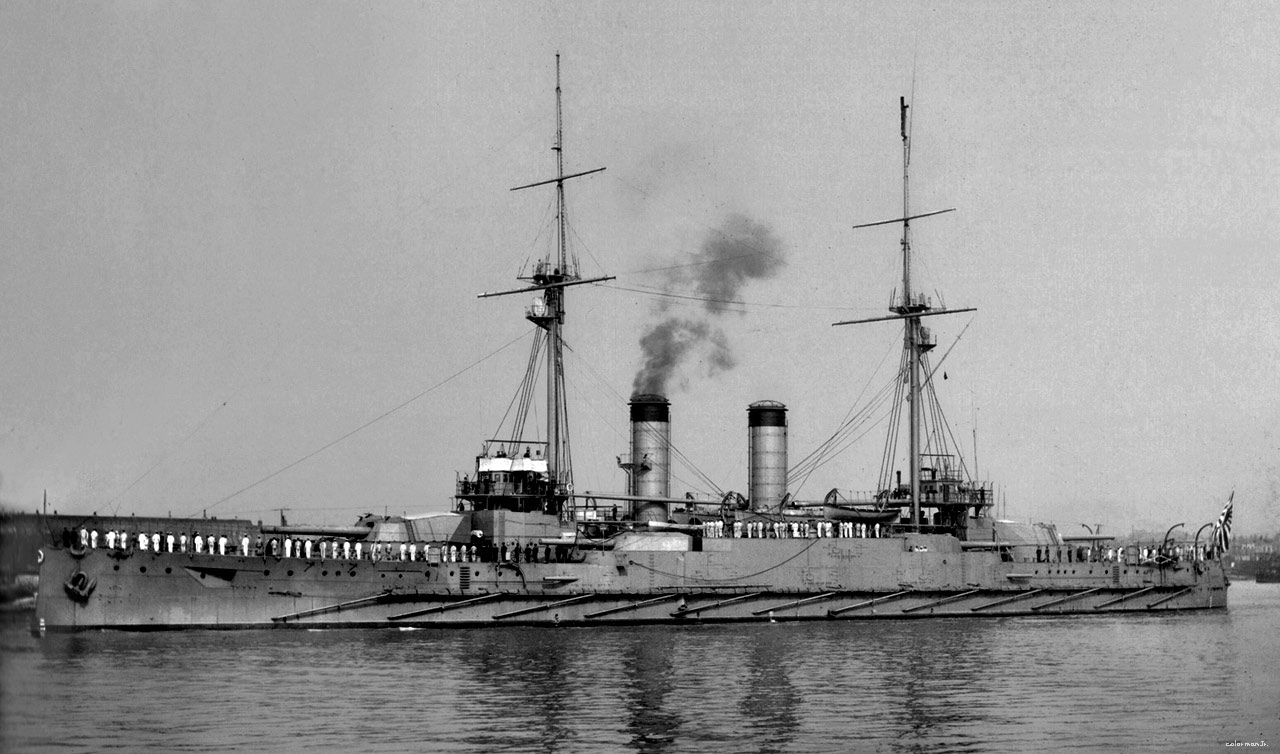
Kashima ngay sau khi gia nhập vào năm 1906

| Tàu                      | Vũ khí               | Giáp          | Trọng tải choán nước      | Động cơ đẩy                                         | Phục vụ             | Phục vụ             | Phục vụ                        |
| Tàu                      | Vũ khí               | Giáp          | Trọng tải choán nước      | Động cơ đẩy                                         | Đặt lườn            | Đưa vào biên chế    | Số phận                        |
| ------------------------ | -------------------- | ------------- | ------------------------- | --------------------------------------------------- | ------------------- | ------------------- | ------------------------------ |
| Katori (香取, Hương Lấy) | 2 × 2 12 in (305 mm) | 9 in (229 mm) | 15.950 tấn Anh (16.210 t) | 2 trục, 2 động cơ hơi nước, 18 kn (33 km/h; 21 mph) | 27 tháng 4 năm 1904 | 20 tháng 5 năm 1906 | Bán phế liệu, tháng 4 năm 1924 |
| Kashima (鹿島, Lộc Đảo)  | 2 × 2 12 in (305 mm) | 9 in (229 mm) | 16.400 tấn Anh (16.700 t) | 2 trục, 2 động cơ hơi nước, 18 kn (33 km/h; 21 mph) | 29 tháng 2 năm 1904 | 23 tháng 5 năm 1906 | Tháo dỡ, khoảng năm 1924–25    |

### Lớp Satsuma

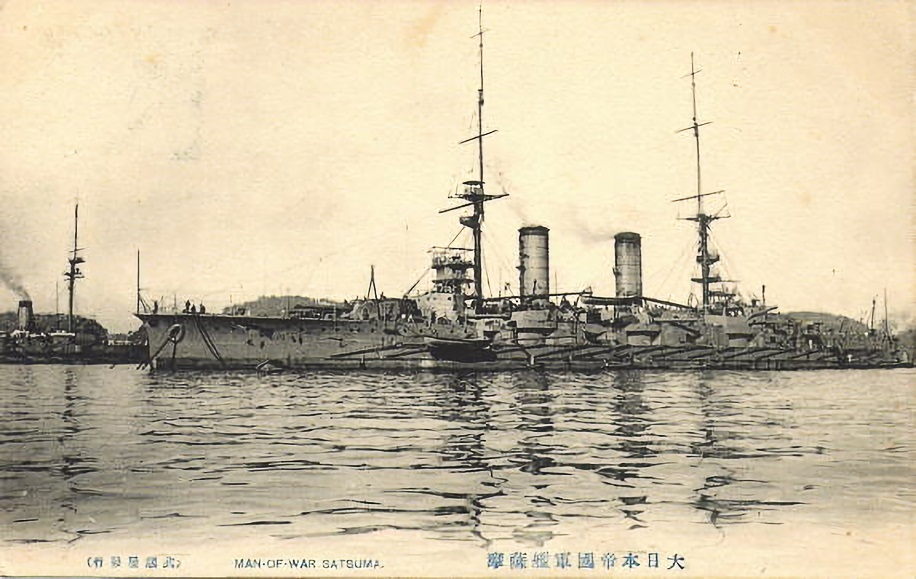
Bưu thiếp in hình Satsuma tại cảng

| Tàu                    | Vũ khí                                    | Giáp          | Trọng tải choán nước      | Động cơ đẩy                                               | Phục vụ             | Phục vụ             | Phục vụ                                   |
| Tàu                    | Vũ khí                                    | Giáp          | Trọng tải choán nước      | Động cơ đẩy                                               | Đặt lườn            | Đưa vào biên chế    | Số phận                                   |
| ---------------------- | ----------------------------------------- | ------------- | ------------------------- | --------------------------------------------------------- | ------------------- | ------------------- | ----------------------------------------- |
| Satsuma (薩摩, Tát Ma) | 2 × 2 12 in (305 mm) 6 x 2 10 in (254 mm) | 9 in (229 mm) | 19.372 tấn Anh (19.683 t) | 2 trục, 2 động cơ hơi nước, 18,5 kn (34,3 km/h; 21,3 mph) | 15 tháng 5 năm 1905 | 25 tháng 3 năm 1910 | Dùng làm tàu mục tiêu, 7 tháng 9 năm 1924 |
| Aki (安芸, An Vân)     | 2 × 2 12 in (305 mm) 6 x 2 10 in (254 mm) | 9 in (229 mm) | 20.100 tấn Anh (20.400 t) | 2 trục, 2 tuabin hơi nước, 20 kn (37 km/h; 23 mph)        | 15 tháng 3 năm 1906 | 11 tháng 3 năm 1911 | Dùng làm tàu mục tiêu, 2 tháng 9 năm 1924 |

## Thiết giáp hạm loại Dreadnought

### Lớp Kawachi

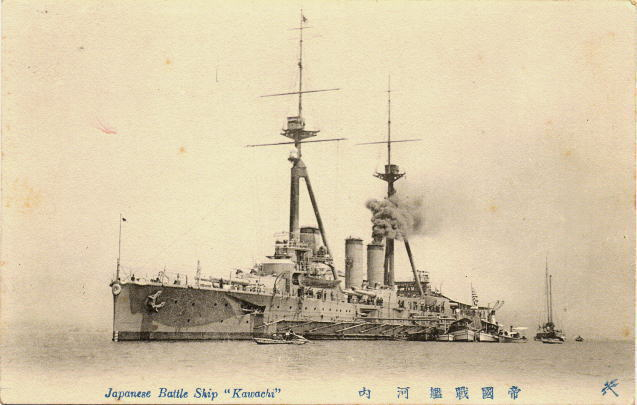
Bưu thiếp in hình Kawachi

| Tàu                      | Vũ khí               | Giáp           | Trọng tải choán nước      | Động cơ đẩy                                        | Phục vụ             | Phục vụ             | Phục vụ                                         |
| Tàu                      | Vũ khí               | Giáp           | Trọng tải choán nước      | Động cơ đẩy                                        | Đặt lườn            | Đưa vào biên chế    | Số phận                                         |
| ------------------------ | -------------------- | -------------- | ------------------------- | -------------------------------------------------- | ------------------- | ------------------- | ----------------------------------------------- |
| Kawachi (河内, Hà Nội)   | 6 × 2 12 in (300 mm) | 12 in (300 mm) | 20.823 tấn Anh (21.157 t) | 2 trục, 2 Tuabin hơi nước, 21 kn (39 km/h; 24 mph) | 1 Tháng 4 năm 1909  | 31 Tháng 3 năm 1912 | Chìm sau khi bị nổ kho đạn, 12 Tháng 7 năm 1918 |
| Settsu (摂津, Nhiếp Tân) | 6 × 2 12 in (300 mm) | 12 in (300 mm) | 21.443 tấn Anh (21.787 t) | 2 trục, 2 Tuabin hơi nước, 21 kn (39 km/h; 24 mph) | 18 Tháng 1 năm 1909 | 30 Tháng 3 năm 1911 | Tháo dỡ, Khoảng năm 1946–47                     |

### Lớp Fusō

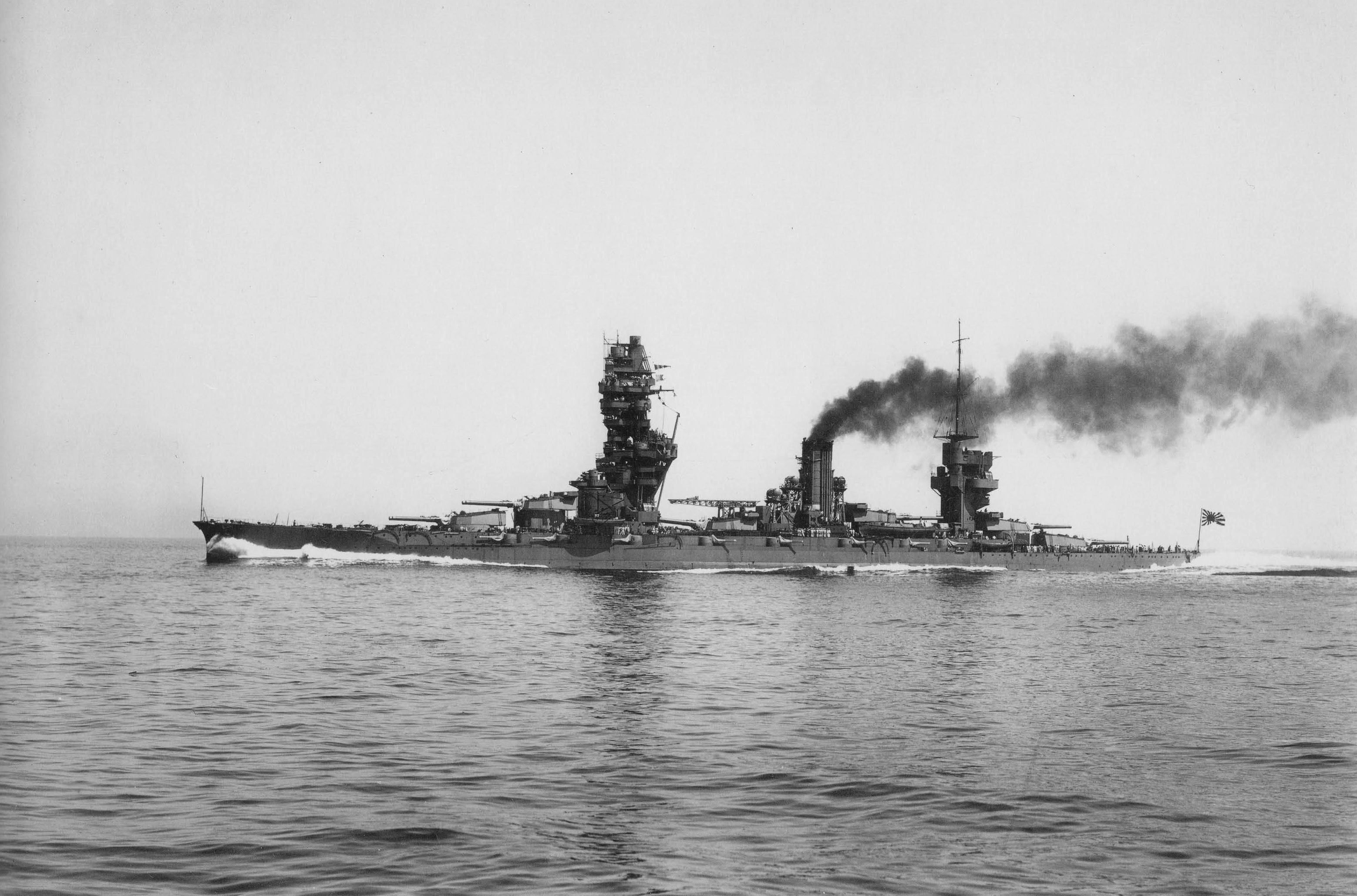
Fusō chạy thử nghiệm vào năm 1933 sau khi được hiện đại hóa

| Tàu                         | Vũ khí                       | Giáp  | Trọng tải choán nước      | Động cơ đẩy                                              | Phục vụ              | Phục vụ             | Phục vụ                                                       |
| Tàu                         | Vũ khí                       | Giáp  | Trọng tải choán nước      | Động cơ đẩy                                              | Đặt lườn             | Đưa vào biên chế    | Số phận                                                       |
| --------------------------- | ---------------------------- | ----- | ------------------------- | -------------------------------------------------------- | -------------------- | ------------------- | ------------------------------------------------------------- |
| Fusō (扶桑, Phù Tang)       | 6 × 2 Pháo 14 in (360 mm)/45 | 12 in | 28.863 tấn Anh (29.326 t) | 4 trục, 4 tuabin hơi nước, 22,5 kn (41,7 km/h; 25,9 mph) | 11 Tháng 3 năm 1912  | 8 Tháng 11 năm 1915 | Bị đánh chìm trong Trận eo biển Surigao, 25 Tháng 10 năm 1944 |
| Yamashiro (山城, Sơn Thành) | 6 × 2 Pháo 14 in (360 mm)/45 | 12 in | 28.863 tấn Anh (29.326 t) | 4 trục, 4 tuabin hơi nước, 22,5 kn (41,7 km/h; 25,9 mph) | 20 Tháng 11 năm 1913 | 31 Tháng 3 năm 1917 | Bị đánh chìm trong Trận eo biển Surigao, 25 Tháng 10 năm 1944 |

### Lớp Ise

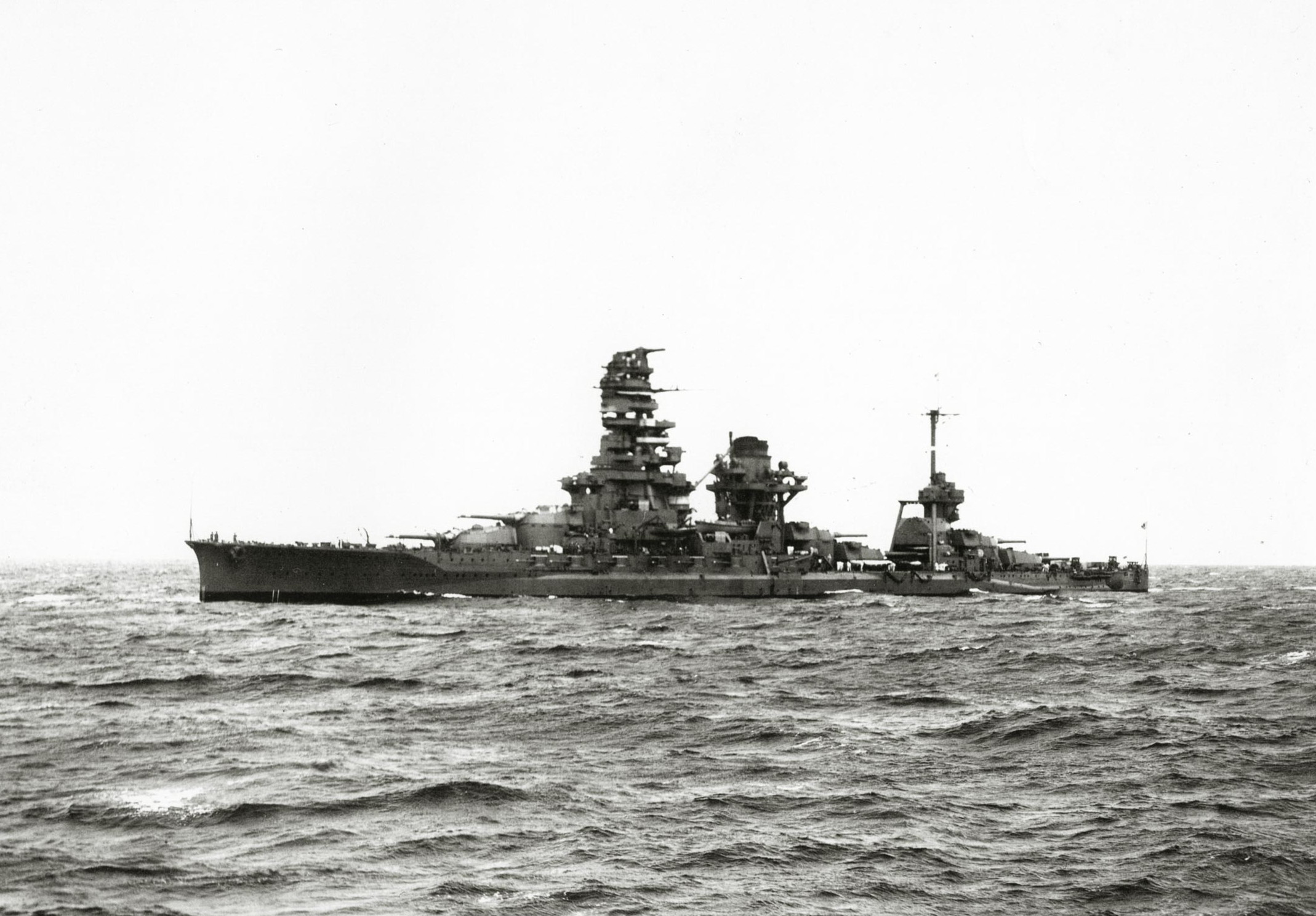
Ise vận hành sau khi hiện đại hóa

| Tàu                      | Vũ khí                       | Giáp  | Trọng tải choán nước      | Động cơ đẩy                                        | Phục vụ             | Phục vụ              | Phục vụ                           |
| Tàu                      | Vũ khí                       | Giáp  | Trọng tải choán nước      | Động cơ đẩy                                        | Đặt lườn            | Đưa vào biên chế     | Số phận                           |
| ------------------------ | ---------------------------- | ----- | ------------------------- | -------------------------------------------------- | ------------------- | -------------------- | --------------------------------- |
| Ise (伊勢, Y Thế)        | 6 × 2 Pháo 14 in (360 mm)/45 | 12 in | 30.770 tấn Anh (31.260 t) | 4 trục, 4 tuabin hơi nước, 23 kn (43 km/h; 26 mph) | 10 Tháng 5 năm 1915 | 15 Tháng 12 năm 1917 | Bị đánh chìm, 28 Tháng 7 năm 1945 |
| Hyūga (日向, Nhật Hướng) | 6 × 2 Pháo 14 in (360 mm)/45 | 12 in | 30.770 tấn Anh (31.260 t) | 4 trục, 4 tuabin hơi nước, 23 kn (43 km/h; 26 mph) | 6 Tháng 5 năm 1915  | 30 Tháng 4 năm 1918  | Bị đánh chìm, 24 Tháng 7 năm 1945 |

### Lớp Nagato

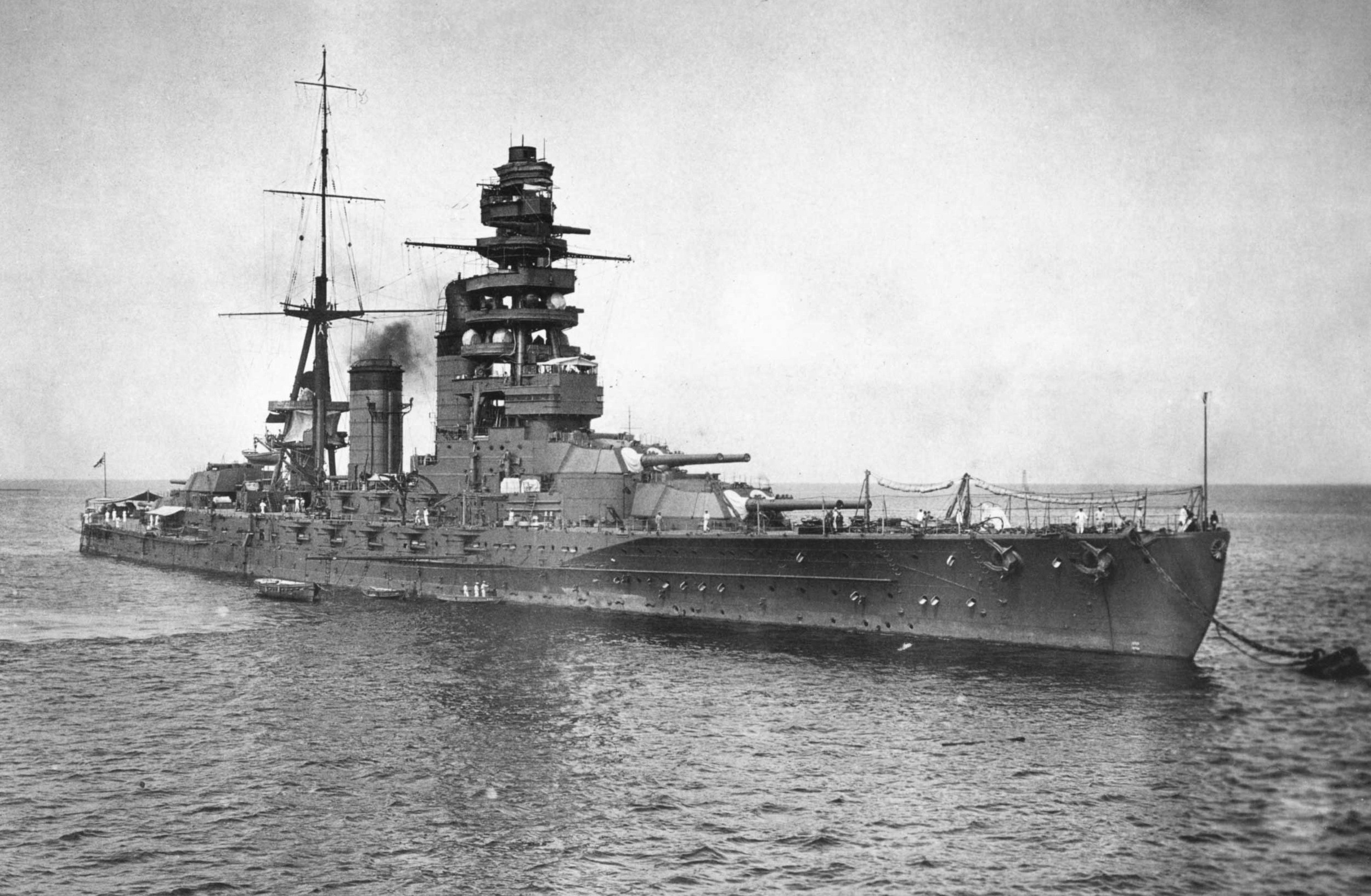
Nagato tại cảng, c. 1924

| Tàu                       | Vũ khí              | Giáp                         | Trọng tải choán nước      | Động cơ đẩy                                        | Phục vụ             | Phục vụ              | Phục vụ                                                                        |
| Tàu                       | Vũ khí              | Giáp                         | Trọng tải choán nước      | Động cơ đẩy                                        | Đặt lườn            | Đưa vào biên chế     | Số phận                                                                        |
| ------------------------- | ------------------- | ---------------------------- | ------------------------- | -------------------------------------------------- | ------------------- | -------------------- | ------------------------------------------------------------------------------ |
| Nagato (長門, Trường Môn) | 4 × 2 Pháo 41 cm/50 | 12 in giáp Vickers cường lực | 32.720 tấn Anh (33.250 t) | 4 trục, 4 tuabin hơi nước, 26 kn (48 km/h; 30 mph) | 28 Tháng 8 năm 1917 | 25 Tháng 11 năm 1920 | Bị làm mục tiêu bom hạt nhân trong chiến dịch Crossroad 29/30 Tháng 7 năm 1946 |
| Mutsu (陸奥, Lục Áo)      | 4 × 2 Pháo 41 cm/50 | 12 in giáp Vickers cường lực | 32.720 tấn Anh (33.250 t) | 4 trục, 4 tuabin hơi nước, 26 kn (48 km/h; 30 mph) | 1 Tháng 6 năm 1918  | 24 Tháng 10 năm 1921 | Phát nổ tại cảng do nổ kho đạn, 8 Tháng 6 năm 1943                             |

### Lớp Tosa

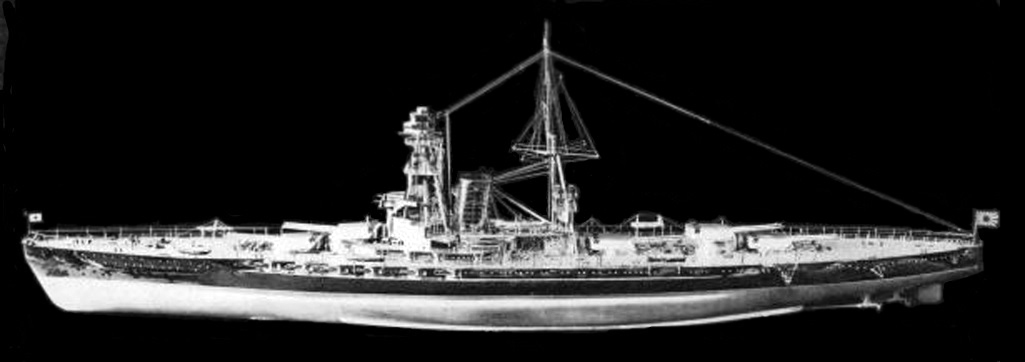
Mô hình quy mô của Kaga, nếu được hoàn thành như một thiết giáp hạm

| Tàu                 | Vũ khí              | Giáp                                  | Trọng tải choán nước      | Động cơ đẩy                                              | Phục vụ             | Phục vụ             | Phục vụ                                                                          |
| Tàu                 | Vũ khí              | Giáp                                  | Trọng tải choán nước      | Động cơ đẩy                                              | Đặt lườn            | Đưa vào biên chế    | Số phận                                                                          |
| ------------------- | ------------------- | ------------------------------------- | ------------------------- | -------------------------------------------------------- | ------------------- | ------------------- | -------------------------------------------------------------------------------- |
| Tosa (土佐, Thổ Tá) | 5 × 2 Pháo 41 cm/45 | 11 in (280 mm) giáp Vickers cường lực | 39.300 tấn Anh (39.900 t) | 4 trục, 4 tuabin hơi nước, 26,5 kn (49,1 km/h; 30,5 mph) | 16 Tháng 2 năm 1920 | —                   | Bị giải giáp và dùng làm tàu mục tiêu 9 Tháng 2 năm 1925                         |
| Kaga (加賀, Gia Hạ) | 5 × 2 Pháo 41 cm/45 | 11 in (280 mm) giáp Vickers cường lực | 39.300 tấn Anh (39.900 t) | 4 trục, 4 tuabin hơi nước, 26,5 kn (49,1 km/h; 30,5 mph) | 19 Tháng 7 năm 1920 | 31 Tháng 3 năm 1928 | Chuyển thể thành tàu sân bay, Bị đánh chìm trong Trận Midway, 4 Tháng 6 năm 1942 |

### Lớp Kii
| Tàu                    | Vũ khí              | Giáp             | Trọng tải choán nước      | Động cơ đẩy                                                 | Phục vụ                                                       | Phục vụ                                                       | Phục vụ                                                       |
| Tàu                    | Vũ khí              | Giáp             | Trọng tải choán nước      | Động cơ đẩy                                                 | Đặt lườn                                                      | Đưa vào biên chế                                              | Số phận                                                       |
| ---------------------- | ------------------- | ---------------- | ------------------------- | ----------------------------------------------------------- | ------------------------------------------------------------- | ------------------------------------------------------------- | ------------------------------------------------------------- |
| Kii (紀, Kỉ Y)         | 5 × 2 Pháo 41 cm/45 | 292 mm (11,5 in) | 41.900 tấn Anh (42.600 t) | 4 trục, 4 tuabin hơi nước, 29,75 kn (55,10 km/h; 34,24 mph) | 12 tháng 10 năm 1921                                          | Bị hủy bỏ theo điều kiện Hiệp ước Hải quân Washington         | Bị hủy bỏ theo điều kiện Hiệp ước Hải quân Washington         |
| Owari(尾張, Vĩ Trương) | 5 × 2 Pháo 41 cm/45 | 292 mm (11,5 in) | 41.900 tấn Anh (42.600 t) | 4 trục, 4 tuabin hơi nước, 29,75 kn (55,10 km/h; 34,24 mph) | 12 tháng 10 năm 1921                                          | Bị hủy bỏ theo điều kiện Hiệp ước Hải quân Washington         | Bị hủy bỏ theo điều kiện Hiệp ước Hải quân Washington         |
| Số 11                  | 5 × 2 Pháo 41 cm/45 | 292 mm (11,5 in) | 41.900 tấn Anh (42.600 t) | 4 trục, 4 tuabin hơi nước, 29,75 kn (55,10 km/h; 34,24 mph) | Được đặt hàng nhưng bị hủy bỏ do Hiệp ước Hải quân Washington | Được đặt hàng nhưng bị hủy bỏ do Hiệp ước Hải quân Washington | Được đặt hàng nhưng bị hủy bỏ do Hiệp ước Hải quân Washington |
| Số 12                  | 5 × 2 Pháo 41 cm/45 | 292 mm (11,5 in) | 41.900 tấn Anh (42.600 t) | 4 trục, 4 tuabin hơi nước, 29,75 kn (55,10 km/h; 34,24 mph) | Được đặt hàng nhưng bị hủy bỏ do Hiệp ước Hải quân Washington | Được đặt hàng nhưng bị hủy bỏ do Hiệp ước Hải quân Washington | Được đặt hàng nhưng bị hủy bỏ do Hiệp ước Hải quân Washington |

### Lớp Số 13

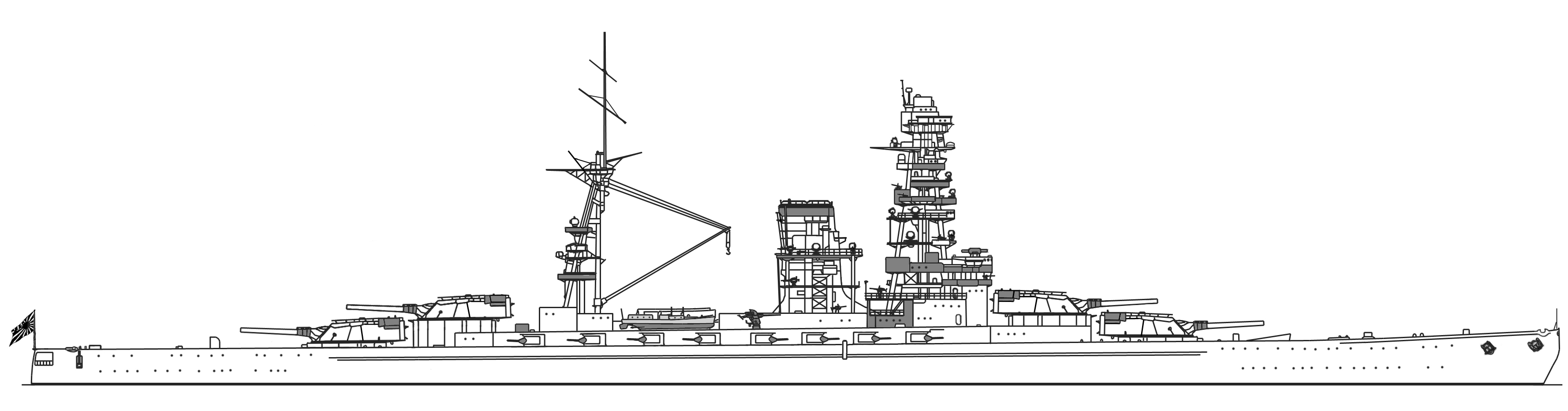
Phát thảo của thiết kế số 13

| Tàu   | Vũ khí                | Giáp             | Trọng tải choán nước      | Động cơ đẩy                                                 | Phục vụ                                         | Phục vụ                                         | Phục vụ                                         |
| Tàu   | Vũ khí                | Giáp             | Trọng tải choán nước      | Động cơ đẩy                                                 | Đặt lườn                                        | Đưa vào biên chế                                | Số phận                                         |
| ----- | --------------------- | ---------------- | ------------------------- | ----------------------------------------------------------- | ----------------------------------------------- | ----------------------------------------------- | ----------------------------------------------- |
| Số 13 | 5 × 2 Pháo 45,7 cm/45 | 292 mm (11,5 in) | 46.000 tấn Anh (46.700 t) | 4 trục, 4 tuabin hơi nước, 29,75 kn (55,10 km/h; 34,24 mph) | Dự án bị hủy bỏ do Hiệp ước Hải quân Washington | Dự án bị hủy bỏ do Hiệp ước Hải quân Washington | Dự án bị hủy bỏ do Hiệp ước Hải quân Washington |
| Số 14 | 5 × 2 Pháo 45,7 cm/45 | 292 mm (11,5 in) | 46.000 tấn Anh (46.700 t) | 4 trục, 4 tuabin hơi nước, 29,75 kn (55,10 km/h; 34,24 mph) | Dự án bị hủy bỏ do Hiệp ước Hải quân Washington | Dự án bị hủy bỏ do Hiệp ước Hải quân Washington | Dự án bị hủy bỏ do Hiệp ước Hải quân Washington |
| Số 15 | 5 × 2 Pháo 45,7 cm/45 | 292 mm (11,5 in) | 46.000 tấn Anh (46.700 t) | 4 trục, 4 tuabin hơi nước, 29,75 kn (55,10 km/h; 34,24 mph) | Dự án bị hủy bỏ do Hiệp ước Hải quân Washington | Dự án bị hủy bỏ do Hiệp ước Hải quân Washington | Dự án bị hủy bỏ do Hiệp ước Hải quân Washington |
| Số 16 | 5 × 2 Pháo 45,7 cm/45 | 292 mm (11,5 in) | 46.000 tấn Anh (46.700 t) | 4 trục, 4 tuabin hơi nước, 29,75 kn (55,10 km/h; 34,24 mph) | Dự án bị hủy bỏ do Hiệp ước Hải quân Washington | Dự án bị hủy bỏ do Hiệp ước Hải quân Washington | Dự án bị hủy bỏ do Hiệp ước Hải quân Washington |

### Lớp Yamato

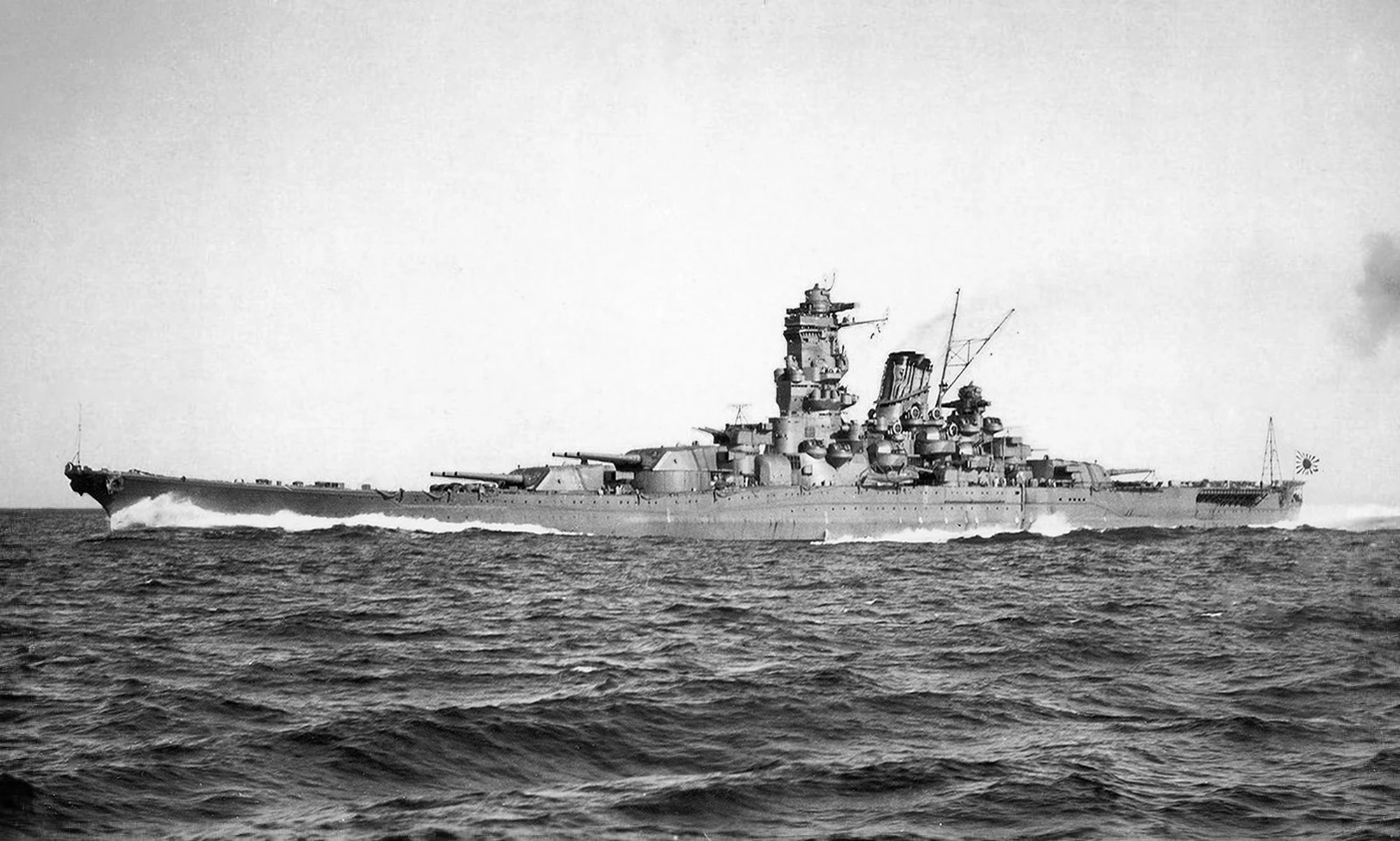
Yamato đang chạy thử nghiệm năm 1941

Thiết giáp hạm lớp Yamato (大和型戦艦 (Đại Hòa hình chiến hạm) Yamato-gata senkan) được thiết kế và đóng vào những năm 1930 sau khi Nhật rút khỏi Hiệp ước Hải quân Washington. Lớp Yamato có trọng tải choán nước khoảng 72.000 tấn Anh (73.000 t) và dài 263 m. Các tàu trong lớp đều được trang bị 12 nồi hơi Kampon và 4 tuabin hơi nước quay bốn trục cánh quạt cho phép chúng chạy ở vận tốc 27 kn (50 km/h; 31 mph). Thiết kế lớp Yamato yêu cầu sử dụng 410 mm giáp Vickers cường lực cải tiến do Hải quân Nhật phát triển cho giáp đai và tháp pháo dày 650mm ngoại trừ chiếc Shinano có giáp mỏng hơn các tàu tiền nhiệm nhằm phục vụ việc chuyển thể thành tàu sân bay. Yamato và Musashi lúc hoàn thành được trang bị chín khẩu hải pháo 40 cm(kích thước thật 46 cm)/45 Loại 94, khẩu pháo lớn nhất từng được gắn trên bất kì tàu chiến nào, trên ba tháp ba súng và mang các khẩu pháo phụ bao gồm mười hai khẩu 155 mm/50 Loại 3, mười hai khẩu 127 mm/40 Loại 89 và hai mươi bốn pháo phòng không 25 mm Loại 96.
Yamato được hoàn thành vào tháng 12 năm 1941 và hoàn thành huấn luyện vào tháng 5 năm 1942. Nó được đưa vào Chiến đội thiết giáp thứ nhất và đóng vai trò là Kỳ hạm của Hạm đội Liên hợp Nhật. Sau đó một tháng, Yamato tham gia Trận Midway với vai trò là trung tâm đầu não của Hạm đội liên hợp và hạm đội của Đô đốc Yamamoto nhưng không giao tranh trực tiếp với Hải quân Mỹ. Đến đầu năm 1943, Musashi sau khi hoàn thành huấn luyện đã thay thế Yamato trong vai trò Kỳ hạm của Hạm đội Liên hợp. Cả hai tàu cùng lớp luôn luân phiên nhau di chuyển giữa Kure và Truk trong suốt năm 1943 chỉ có một sự kiện duy nhất là khi Yamato bị dính ngư lôi từ tàu ngầm Mỹ. Cả hai tàu cùng lớp đều tham gia chiến dịch ở Vịnh Leyte vào tháng 10 năm 1944 dưới sự chỉ huy của Đô đốc Kurita nhưng Musashi thì bị đánh chìm sau khi dính 17 trái bom và 19 ngư lôi ở Sibuyan còn Yamato thì bị đẩy lùi bởi Hạm đội hộ tống Mỹ tại Samar. Một tháng sau, chiếc Shinano chưa hoàn thành bị tàu ngầm Mỹ USS Archer-fish đánh chìm khi đang trên đường đi trú bom. Trận chiến cuối cùng của lớp Yamato là vào tháng 10 năm 1945 trong chiến dịch Ten-Go, khi Yamato và đội hộ tống bị tấn công bởi 368 máy bay từ 11 tàu sân bay Mỹ và chìm sau khi dính 8 quả ngư lôi và 15 trái bom.
| Tàu                      | Vũ khí                                       | Giáp                                       | Trọng tải choán nước                                                                                              | Động cơ đẩy                                        | Thời gian hoạt động | Thời gian hoạt động  | Thời gian hoạt động                                                                        |
| Tàu                      | Vũ khí                                       | Giáp                                       | Trọng tải choán nước                                                                                              | Động cơ đẩy                                        | Đặt lườn            | Đưa vào biên chế     | Số phận                                                                                    |
| ------------------------ | -------------------------------------------- | ------------------------------------------ | --- | -------------------------------------------------- | ------------------- | -------------------- | ------------------------------------------------------------------------------------------ |
| Yamato (大和 Đại Hòa)    | 3 x 3 pháo 46cm/45                           | 410 mm (16 in) Giáp Vicker gia cố cải biến | - 68.200 tấn Anh (69.300 t) chạy thử nghiệm - 69.988 tấn Anh (71.111 t) chuẩn - 72.000 tấn Anh (73.000 t) đầy đủ. | 4 trục, 4 tua bin hơi nước 27 kn (50 km/h; 31 mph) | 4 tháng 11 năm 1937 | 16 tháng 12 năm 1941 | Bị đánh chìm trong Chiến dịch Ten-Go 7 tháng 4 năm 1945                                    |
| Musashi (武蔵 Võ Tàng)   | 3 x 3 pháo 46cm/45                           | 410 mm (16 in) Giáp Vicker gia cố cải biến | - 68.200 tấn Anh (69.300 t) chạy thử nghiệm - 69.988 tấn Anh (71.111 t) chuẩn - 72.000 tấn Anh (73.000 t) đầy đủ. | 4 trục, 4 tua bin hơi nước 27 kn (50 km/h; 31 mph) | 29 tháng 3 năm 1938 | 5 tháng 8 năm 1942   | Đánh chìm trong trận Trận biển Sibuyan 24 tháng 10 năm 1944                                |
| Shinano (信濃 Thân Nùng) | Thiết kế: 42 máy bay bao gồm A7M, B7A và C6N | 410 mm (16 in) Giáp Vicker gia cố cải biến | - 68.200 tấn Anh (69.300 t) chạy thử nghiệm - 69.988 tấn Anh (71.111 t) chuẩn - 72.000 tấn Anh (73.000 t) đầy đủ. | 4 trục, 4 tua bin hơi nước 27 kn (50 km/h; 31 mph) | 4 tháng 5 năm 1940  | 19 tháng 11 năm 1944 | Chuyển thể thành tàu sân bay Bị tàu ngầm Mỹ USS Archer-Fish đánh chìm 28 tháng 11 năm 1944 |
| Tàu số 111               | —                                            | 410 mm (16 in) Giáp Vicker gia cố cải biến | - 68.200 tấn Anh (69.300 t) chạy thử nghiệm - 69.988 tấn Anh (71.111 t) chuẩn - 72.000 tấn Anh (73.000 t) đầy đủ. | 4 trục, 4 tua bin hơi nước 27 kn (50 km/h; 31 mph) | 7 tháng 7 năm 1940  | —                    | —                                                                                          |

### Thiết kế A-150
"Thiết kế A-150", thường được gọi là lớp Siêu Yamato, là lớp thiết giáp hạm được thiết kế để tiếp nối lớp Yamato. Theo truyền thống lâu đời của Hải quân Nhật, chúng được thiết kế để vượt trội về mặt chất lượng so với các thiết giáp hạm mà có thể phải đối mặt trong chiến đấu, chẳng hạn như các tàu từ Hoa Kỳ hoặc Vương quốc Anh. Để đạt được yêu cầu này, lớp sẽ được trang bị sáu khẩu súng 51 cm, loại vũ khí lớn nhất trang bị trên bất kỳ tàu chiến nào trên thế giới. Công việc thiết kế những chiếc A-150 bắt đầu sau khi lớp Yamato trước đó hầu hết được hoàn thành vào đầu năm 1941, khi người Nhật bắt đầu tập trung vào hàng không mẫu hạm và các tàu chiến nhỏ khác để chuẩn bị cho cuộc chiến tranh sắp tới. Không có chiếc A-150 nào được hạ lườn, và nhiều chi tiết về thiết kế của lớp đã bị phá hủy gần cuối cuộc chiến.
| Tàu    | Vũ khí                       | Giáp          | Trọng tải choán nước             | Động cơ đẩy | Thời gian hoạt động | Thời gian hoạt động | Thời gian hoạt động                         |
| Tàu    | Vũ khí                       | Giáp          | Trọng tải choán nước             | Động cơ đẩy | Đặt lườn            | Đưa vào biên chế    | Số phận                                     |
| ------ | ---------------------------- | ------------- | -------------------------------- | ----------- | ------------------- | ------------------- | ------------------------------------------- |
| Số 798 | 2 x 3 pháo 51 cm (20 in) /45 | Khoảng 457 mm | Khoảng 70.000 tấn Anh (71.000 t) | Không biết  | —                   | —                   | Dự án bị hủy bỏ do nhu cầu đóng tàu sân bay |
| Số 799 | 2 x 3 pháo 51 cm (20 in) /45 | Khoảng 457 mm | Khoảng 70.000 tấn Anh (71.000 t) | Không biết  | —                   | —                   | Dự án bị hủy bỏ do nhu cầu đóng tàu sân bay |

### Trích dẫn
1. ↑  Combined Fleet: Yamato
2. ↑  Evans & Peattie (1997), pp. 15, 19–20, 60
3. ↑  Brook (1999), p. 123
4. ↑  Evans & Peattie (1997), pp. 15, 57–60
5. ↑  Brook (1999), p. 125
6. ↑  Evans & Peattie (1997), pp. 85–86, 110, 116–32
7. ↑  Stille (2008), p. 4
8. ↑  Evans & Peattie (1997), pp=143, 150
9. ↑  Stille (2008), p. 7
10. ↑  Evans & Peattie (1997), p. 152
11. ↑  Sandler (2004), p. 90
12. ↑  Evans & Peattie (1997), p. 154, 159
13. ↑  Evans & Peattie (1997), p. 160
14. ↑  Lengerer 2009, tr. 27.
15. 1 2 3 4  Jentschura, Jung & Mickel 1977, tr. 16.
16. 1 2  Brook 1999, tr. 122.
17. ↑  Lengerer Japanese Battleships and Battlecruisers–Part II, tr. 23,27.
18. 1 2 3 4  Jentschura, Jung & Mickel 1977, tr. 17.
19. ↑  Lengerer Japanese Battleships and Battlecruisers – Part II, tr. 14.
20. ↑  Dorset Echo, ngày 3 tháng 1 năm 2012.
21. ↑  Forczyk 2009, tr. 41-44.
22. ↑  Warner & Warner 2002, tr. 238–40.
23. ↑  Forczyk 2009, tr. 52–53.
24. ↑  Campbell 1978, tr. 263.
25. ↑  New York Times, ngày 24 tháng 10 năm 1908.
26. ↑  Jentschura, Jung & Mickel 1977, tr. 16-17.
27. ↑  Lengerer 2009, tr. 27, 36.
28. ↑  Lengerer Japanese Battleships and Battlecruisers – Part II, tr. 23, 27.
29. ↑  Silverstone 1984, tr. 327.
30. ↑  Brook 1985, tr. 268.
31. ↑  Chesneau & Kolesnik 1979, tr. 221.
32. 1 2 3 4 5 6  Brook 1999, tr. 126.
33. ↑  Brook 1985, tr. 278.
34. 1 2 3  Brook 1999, tr. 125.
35. ↑  Brook 1999, tr. 125-126.
36. 1 2 3 4 5 6 7 8 9 10  Jentschura, Jung & Mickel 1977, tr. 18.
37. ↑  Brook 1999, tr. 127.
38. ↑  Forczyk 2009, tr. 24, 41-46.
39. ↑  Brook 1999, tr. 124.
40. ↑  Forczyk 2009, tr. 51-52.
41. ↑  Campbell 1978, tr. 128-31, 263.
42. 1 2 3 4  Preston 1972, tr. 189.
43. 1 2 3 4 5 6 7 8  Silverstone 1984, tr. 336.
44. ↑  Brook 1999, tr. 125-26.
45. 1 2  Chesneau & Kolesnik 1979, tr. 222.
46. ↑  Lengerer 2009, tr. 28.
47. 1 2  Lengerer Japanese Battleships and Battlecruisers – Part II, tr. 27.
48. 1 2 3  Combined Fleet: Asahi.
49. 1 2  Lengerer Japanese Battleships and Battlecruisers – Part II, tr. 30.
50. ↑  Forczyk 2009, tr. 24, 41-46, 48-53.
51. ↑  Campbell 1978, tr. 128–35, 260.
52. ↑  Lengerer Japanese Battleships and Battlecruisers – Part II, tr. 22.
53. 1 2  Jentschura, Jung & Mickel 1977, tr. 18-19.
54. ↑  Bản mẫu:Chú thích báopaper The Times
55. 1 2  Forczyk, pp. 24, 41–44
56. ↑  Campbell, pp. 128–35, 260, 262
57. ↑  Warner & Warner, pp. 536–37
58. ↑  Clark, T. A Century of Shipbuilding: Products of Barrow-in-Furness 1971 pp33-34 ISBN 0852061234
59. ↑  Japan Times, ngày 18 tháng 12 năm 2011.
60. ↑  McLaughlin 2003, tr. 53, 84, 86, 90.
61. ↑  McLaughlin 2003, tr. 163.
62. ↑  Forczyk 2009, tr. 41–43, 49–52.
63. ↑  McLaughlin 2003, tr. 164.
64. 1 2  Lengerer Iwami, tr. 52.
65. ↑  McLaughlin 2008, tr. 54–55.
66. 1 2 3  McLaughlin 2003, tr. 91.
67. ↑  Taras 2000, tr. 24.
68. ↑  McLaughlin 2008, tr. 56.
69. 1 2 3 4  McLaughlin 2003, tr. 84-85, 90.
70. ↑  McLaughlin 2003, tr. 84, 86, 90.
71. ↑  Silverstone 1984, tr. 337.
72. ↑  Watts & Gordon 1971, tr. 26.
73. 1 2  McLaughlin 2003, tr. 107.
74. 1 2  McLaughlin 2003, tr. 108.
75. ↑  Jentschura, Jung & Mickel 1977, tr. 20.
76. ↑  Preston 1972, tr. 186, 207.
77. 1 2  McLaughlin 2008, tr. 49.
78. 1 2 3 4 5  McLaughlin 2003, tr. 107-108, 112-114.
79. ↑  McLaughlin 2008, tr. 46.
80. ↑  Preston 1972, tr. 207.
81. ↑  McLaughlin 2003, tr. 48.
82. ↑  McLaughlin 2000, tr. 57.
83. ↑  McLaughlin 2000, tr. 58.
84. 1 2  McLaughlin 2000, tr. 54-55.
85. ↑  McLaughlin 2000, tr. 54.
86. 1 2  McLaughlin 2000, tr. 64.
87. ↑  McLaughlin 2003, tr. 142.
88. ↑  McLaughlin 2003, tr. 136–37.
89. 1 2  McLaughlin 2003, tr. 136.
90. ↑  McLaughlin 2003, tr. 137, 144.
91. ↑  Forczyk 2009, tr. 70-71.
92. ↑  Lengerer Iwani, tr. 66.
93. 1 2  Gardiner & Gray 1984, tr. 227.
94. 1 2 3  Jentschura, Jung & Mickel 1977, tr. 22.
95. 1 2 3 4  Silverstone 1984, tr. 332.
96. ↑  Brook 1985, tr. 282.
97. ↑  Brook 1999, tr. 282.
98. 1 2 3 4 5 6  Jentschura, Jung & Mickel 1977, tr. 23.
99. 1 2 3 4 5  Jentschura, Jung & Mickel 1977, tr. 24.
100. 1 2 3 4 5 6 7 8 9 10  Gardiner & Gray 1984, tr. 229.
101. ↑  Jentschura, Jung & Mickel 1977, tr. 25.
102. 1 2  Silverstone 1984, tr. 328.
103. 1 2  Silverstone 1984, tr. 339.
104. 1 2 3 4 5 6  Gardiner & Gray 1984, tr. 230.
105. 1 2 3 4  Whitley 1998, tr. 193.
106. 1 2 3 4 5 6  Gardiner & Gray 1984, tr. 231.
107. 1 2 3 4  Whitley 1998, tr. 200.
108. 1 2 3 4 5 6 7 8 9 10 11 12 13 14 15 16  Gardiner & Gray 1984, tr. 232.
109. ↑  Lengerer 2010, tr. 26.
110. 1 2 3
111. 1 2 3 4 5 6 7 8 9 10 11 12 13 14  Chesneau 1980, tr. 178.
112. ↑  Garzke & Dulin, pp. 79–80
113. 1 2 3  Hackett, Robert; Kingsepp, Sander (ngày 6 tháng 6 năm 2006). "IJN YAMATO: Tabular Record of Movement". Combined Fleet. CombinedFleet.com. Truy cập ngày 8 tháng 1 năm 2009.
114. ↑  Willmott, p. 93
115. ↑  Reynolds, p. 156
116. ↑  Tully, Anthony P. (ngày 7 tháng 5 năm 2001). "IJN Shinano: Tabular Record of Movement". Combined Fleet. CombinedFleet.com. Truy cập ngày 8 tháng 1 năm 2009.
117. ↑  Johnston and McAuley, p. 128
118. ↑  Chesneau 1980, tr. 184.
119. ↑  Garzke & Dulin, p. 85
120. ↑  Breyer, p. 330